# Jeff Hardy
Jeffrey Nero Hardy (Cameron, 31 agosto 1977) è un wrestler statunitense, sotto contratto con la Total Nonstop Action Wrestling.
È un sei volte campione del mondo, avendo detenuto una volta il WWE Championship, due volte il World Heavyweight Championship e tre volte il TNA World Heavyweight Championship. Ha inoltre vinto cinque volte l'Intercontinental Championship, tre volte l'Hardcore Championship e una volta ciascuno lo United States Championship, l'European Championship e il Light Heavyweight Championship. In coppia con suo fratello Matt Hardy ha invece detenuto sei volte il World Tag Team Championship, tre volte il TNA World Tag Team Championship e una volta ciascuno il WCW Tag Team Championship, il Raw Tag Team Championship e lo SmackDown Tag Team Championship; ciò lo ha reso il nono wrestler nella storia della WWE ad aver completato il Grand Slam ed uno dei soli cinque ad averlo fatto in entrambi i formati.

## Carriera

### Circuito indipendente (1994–1998)
Nato nella Carolina del Nord, Jeff ha vissuto un'infanzia normale, in una famiglia benestante, fino alla morte della madre, avvenuta nel 1987 a causa di un tumore al cervello, da cui ha faticato a riprendersi.
Jeff sognava, sin da piccolo, di calcare un giorno un ring di wrestling insieme al suo fratello maggiore Matt. I due si divertivano ad inventare personaggi e mosse nel giardino di casa, fondando una sorta di federazione chiamata Trampoline Wrestling Federation.
Il loro sogno divenne realtà prima ancora di raggiungere la maggiore età: i due riuscirono a debuttare giovanissimi nel mondo del wrestling, con Jeff sul ring a 16 anni. Nel 1997, i fratelli Hardy aprono anche una loro federazione l'OMEGA, di cui faranno parte anche wrestler come Shannon Moore, Gregory Helms, Joey Mercury e Lita. Ad ogni approdo della WWF in North Carolina gli Hardy venivano ingaggiati come jobber, finché, raggiunta una discreta fama, i due entrarono in pianta stabile nella federazione di Vince McMahon.

### World Wrestling Federation/Entertainment (1998–2003)

#### The Hardy Boyz/Team Xtreme (1998–2002)

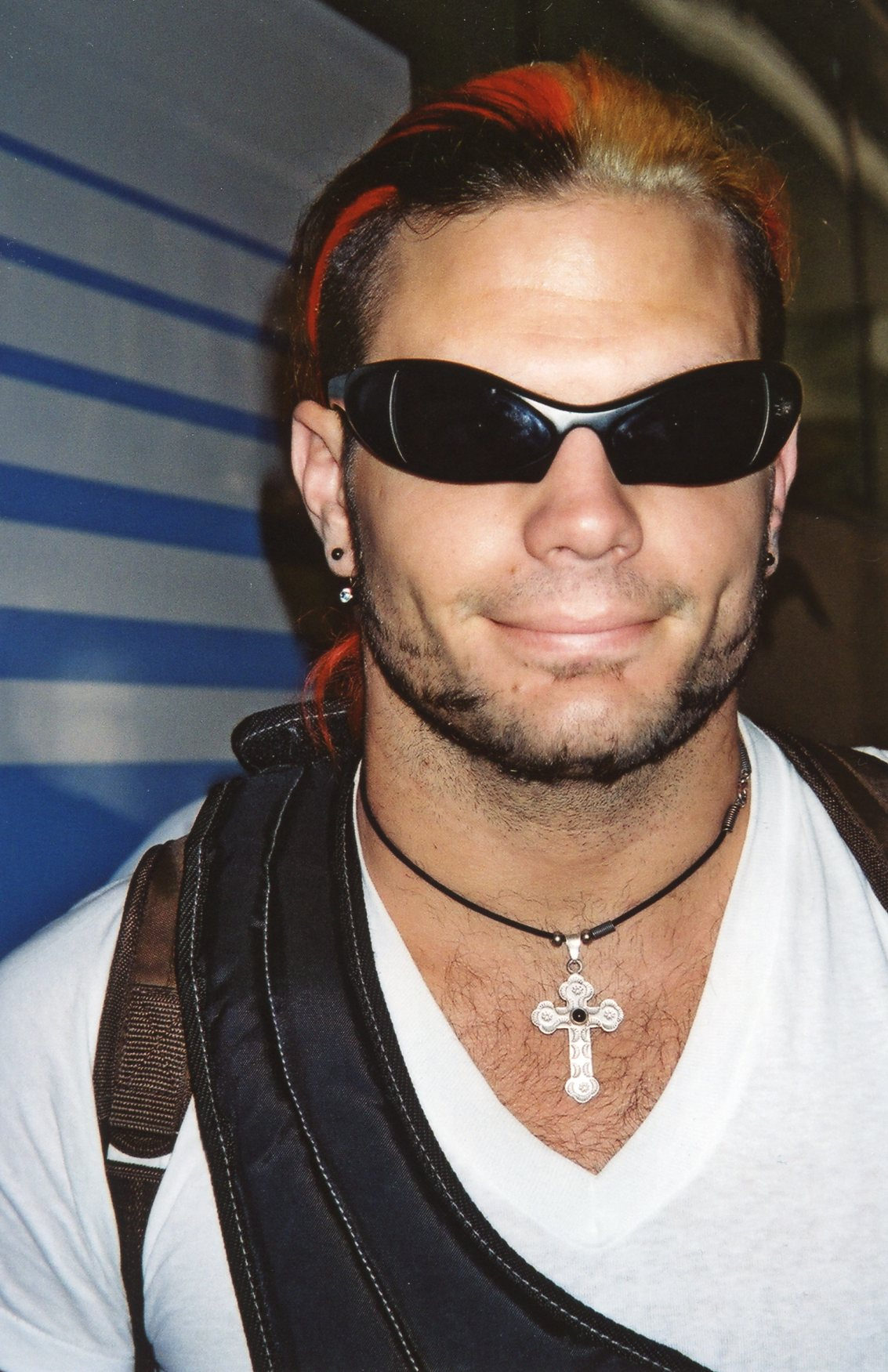
Jeff Hardy nel 1999

I fratelli Hardy riuscirono a catturare l'attenzione della World Wrestling Federation. Dopo aver firmato un contratto nel 1998, vennero allenati da Dory Funk Jr. nel suo Dojo con altri aspiranti wrestler come Kurt Angle, Christian, Test e Albert. Dopo aver svolto il ruolo di jobber e aver combattuto alcuni incontri negli house show, Jeff e Matt formarono un tag team chiamato Hardy Boyz. Nella puntata di Raw del 17 maggio 1999, debuttarono nello show rosso, insieme al loro manager Michael Hayes, sconfiggendo il Brood per squalifica. Il 27 giugno, esordirono in pay-per-view, a King of the Ring, dove sconfissero Edge e Christian. Nella puntata di Raw del 5 luglio, sconfissero gli Acolytes, conquistando così il loro primo WWF Tag Team Championship. Dopo aver difeso i titoli contro The Godfather e Val Venis per squalifica durante la puntata di Raw del 12 luglio, i due mantennero con successo le cinture in un fatal 4-way tag team elimination match, svoltosi la settimana successiva, che comprendeva anche Droz e Prince Albert, gli Acolytes e The Godfather e Val Venis. Il 25 luglio, a Fully Loaded, persero tuttavia i titoli contro gli Acolytes dopo 20 giorni di regno.
Dopo lo scioglimento del Brood, gli Hardy Boyz unirono le forze con Gangrel e iniziarono una rivalità con Edge e Christian. Il 22 agosto, a SummerSlam, parteciparono ad un tag team turmoil match per determinare gli sfidanti al WWF Tag Team Championship, ma furono eliminati dagli Acolytes, i quali si aggiudicarono poi l'incontro. Il 17 ottobre, a No Mercy, sconfissero Edge e Christian in un ladder match per assicurarsi i servizi manageriali di Terri Runnels, concludendo quindi la loro alleanza con Gangrel. Nella puntata di SmackDown dell'11 novembre, Jeff lottò il suo primo match singolo in carriera, venendo però sconfitto da Grand Master Sexay. Il 23 gennaio 2000, alla Royal Rumble, gli Hardy Boyz sconfissero i Dudley Boyz in un tables match. Il 27 febbraio, a No Way Out, affrontarono Edge e Christian per determinare i primi sfidanti al WWF Tag Team Championship, ma furono sconfitti a causa del tradimento di Terri Runnels. I fratelli Hardy provarono poi a riottenere un incontro per i titoli di coppia in due separate occasioni: nella puntata di SmackDown del 16 marzo, affrontando Chris Benoit e Perry Saturn e in quella successiva di Raw del 20 marzo, partecipando ad un tag team battle royal match che comprendeva anche Edge e Christian, Al Snow e Steve Blackman e i Too Cool, ma entrambe le contese terminarono in no-contest. Il 2 aprile, a WrestleMania 2000, presero parte ad un triangle ladder match valevole per il WWF Tag Team Championship che comprendeva anche i campioni Dudley Boyz e Edge e Christian, ma l'incontro fu vinto da questi ultimi. Il 30 aprile, a Backlash, Jeff partecipò ad un hardcore match per l'Hardcore Championship che comprendeva anche Matt, Hardcore Holly, Perry Saturn, Tazz e il campione Crash Holly, ma l'incontro venne vinto da quest'ultimo. Il 6 maggio, a Insurrextion, Jeff e Matt affrontarono Edge e Christian per i titoli di coppia, ma vinsero il match solamente per squalifica; perdendo poi un ulteriore triple threat tag team match che comprendeva anche gli APA, svoltosi nella puntata di Raw del 15 maggio, vinto nuovamente dai campioni in carica.
Nella puntata di SmackDown del 25 maggio, gli Hardy Boyz reclutarono Lita come nuova manager e i tre assunsero poi il soprannome di "Team Xtreme". La settimana successiva, affrontarono i Too Cool per il WWF Tag Team Championship, ma vinsero il match solamente per squalifica. Nella puntata di SmackDown dell'8 giugno, Jeff affrontò Chris Benoit per l'Intercontinental Championship, ma venne sconfitto. Nella puntata di Raw del 12 giugno, Jeff superò Christian nel primo turno del torneo King of the Ring, ma venne poi sconfitto da Val Venis negli ottavi di finale la settimana dopo, i fratelli Hardy parteciparono ad un fatal 4-way tag team elimination match valevole per il WWF Tag Team Championship che comprendeva anche i campioni Too Cool, T & A e Edge e Christian, ma l'incontro venne vinto da questi ultimi. Il 23 luglio, a Fully Loaded, il Team Xtreme sconfisse T & A e Trish Stratus in un six-person mixed tag team match. Nella puntata di Raw del 24 luglio, Matt e Jeff presero parte ad un triple threat tag team match valevole per i titoli di coppia contro i Dudley Boyz e i campioni Edge e Christian, ma questi ultimi mantennero le cinture. La settimana successiva, affrontarono nuovamente Edge e Christian per i titoli, ma vinsero il match solamente per squalifica. Il 27 agosto, a SummerSlam, parteciparono al primo tables, ladders and chairs match della storia che comprendeva anche i Dudley Boyz e i campioni Edge e Christian, ma furono questi ultimi a mantenere ancora una volta le cinture. Nella puntata di Raw dell'11 settembre, batterono i Dudley Boyz per ottenere un ulteriore incontro al WWF Tag Team Championship di Edge e Christian, sconfiggendoli poi due settimane dopo, a Unforgiven, in uno steel cage match e conquistando così i titoli per la seconda volta. Nella puntata di Raw del 25 settembre, difesero con successo le cinture di coppia nella rivincita contro Edge e Christian in un ladder match. I due mantennero poi le cinture in tre separate occasioni contro i Too Cool, Chaz e D'Lo Brown e Raven e Tazz, perdendoli il 22 ottobre, a No Mercy, contro i Los Conquistadores dopo 28 giorni di regno. Nella puntata di Raw del 23 ottobre, riconquistarono tuttavia i titoli per la terza volta, sconfiggendo il solo Edge in un 2-on-1 handicap match. Difesero con successo le cinture contro i Dudley Boyz nella puntata di SmackDown del 26 ottobre, ma le persero a favore di Bull Buchanan e The Goodfather dei Right to Censor durante la puntata di Raw del 6 novembre dopo 14 giorni di regno. La settimana successiva, il Team Xtreme affrontò i Right to Censor e Ivory in un winners take all mixed tag team match valevole per il WWF Tag Team Championship e il Women's Championship, ma vinsero il match solamente per squalifica. Il 19 novembre, alle Survivor Series, gli Hardy Boyz e i Dudley Boyz batterono Edge e Christian e i Right to Censor in un 4-on-4 traditional survivor series elimination match. Il 2 dicembre, a Rebellion, affrontarono nuovamente i Right to Censor per i titoli di coppia, ma vennero sconfitti. Il 10 dicembre, a Armageddon, il Team Xtreme sconfisse i Radicalz in un six-person mixed tag team match. Nella puntata di Raw del 18 dicembre, Jeff affrontò Chris Benoit per l'Intercontinental Championship, ma venne sconfitto. Nella puntata di SmackDown del 28 dicembre, Jeff affrontò Raven per l'Hardcore Championship, ma venne sconfitto. Il 21 gennaio 2001, alla Royal Rumble, Jeff partecipò all'omonimo match entrando col numero 1, ma venne eliminato da Matt. Nella puntata di Raw del 29 gennaio, gli Hardy Boyz ottennero un incontro per il WWF Tag Team Championship dopo aver vinto un triple threat tag team match che comprendeva anche gli APA e i Right to Censor, ma, nella puntata di SmackDown del 1º febbraio, fallirono l'assalto ai titoli, venendo sconfitti dai campioni Dudley Boyz in un tables match. Nella puntata di Raw del 5 marzo, riuscirono tuttavia a battere i Dudley Boyz, conquistando così le cinture di coppia per la quarta volta, difendendole poi con successo nella rivincita della puntata di SmackDown dell'8 marzo. I due mantennero i titoli contro Justin Credible e X-Pac per squalifica durante la puntata di Raw del 12 marzo, ma li persero però la settimana successiva a favore di Edge e Christian dopo 14 giorni di regno. Il 1º aprile, a WrestleMania X-Seven, provarono a riconquistare le cinture in un tables, ladders and chairs match che comprendeva anche i campioni Dudley Boyz e Edge e Christian, ma l'incontro venne vinto da questi ultimi.
Nella puntata di SmackDown del 12 aprile, Jeff ricevette un push e sconfisse Triple H per conquistare l'Intercontinental Championship, suo primo titolo singolo in WWE, che perse tuttavia dopo appena 4 giorni di regno a favore dello stesso Triple H, perdendo inoltre anche la rivincita nella puntata di SmackDown del 3 maggio. Il 5 maggio, a Insurrextion, gli Hardy Boyz parteciparono ad un fatal 4-way tag team elimination match che comprendeva anche Edge e Christian, i Dudley Boyz e Justin Credible e X-Pac, ma l'incontro venne vinto dai primi. Il 20 maggio, a Judgment Day, presero parte ad un tag team turmoil match per determinare gli sfidanti al WWF Tag Team Championship, ma furono eliminati da Justin Credible e X-Pac. I due ebbero comunque la possibilità di conquistare i titoli di coppia in un tables, ladders and chairs match, svoltosi nella puntata di SmackDown del 24 maggio, che comprendeva anche Edge e Christian, i Dudley Boyz e i campioni Chris Benoit e Chris Jericho, ma l'incontro venne vinto da questi ultimi. Nella puntata di Raw del 4 giugno, Jeff superò Matt negli ottavi di finale del torneo King of the Ring, ma, due settimane dopo, venne sconfitto da Kurt Angle nei quarti di finale. Nella puntata di SmackDown del 7 giugno, Jeff sconfisse Jerry Lynn per conquistare il Light Heavyweight Championship, difendendolo poi con successo contro X-Pac a King of the Ring. Nella puntata di Raw del 25 giugno, perse tuttavia il titolo a favore dello stesso X-Pac dopo 20 giorni di regno. Nella puntata di SmackDown del 28 giugno, i fratelli Hardy affrontarono i Dudley Boyz in un tables match valevole per il WWF Tag Team Championship, ma l'incontro terminò in no-contest a causa dell'intervento dei WCW Tag Team Champions Chuck Palumbo e Sean O'Haire. Nella puntata di SmackDown del 12 luglio, Jeff batté Mike Awesome in un hardcore match per conquistare il suo primo Hardcore Championship, perdendolo però il seguente 22 luglio, a InVasion, contro Rob Van Dam dopo 12 giorni di regno. Nella puntata di Raw del 13 agosto, riconquistò l'Hardcore Championship, inserendosi all'ultimo momento nell'incontro per il titolo fra il campione Rob Van Dam e Kurt Angle, trasformandolo in un triple threat match e schienando il primo per vincere la cintura. Il 19 agosto, a SummerSlam, perse nuovamente il titolo a favore di Rob Van Dam in un ladder match dopo appena 6 giorni di regno. Il 23 settembre, a Unforgiven, gli Hardy Boyz parteciparono ad un fatal 4-way tag team elimination match valevole per il WWF Tag Team Championship che comprendeva anche Big Show e Spike Dudley, The Hurricane e Lance Storm e i campioni Dudley Boyz, ma l'incontro venne vinto da questi ultimi. Nella puntata di Raw del 24 settembre, Jeff affrontò Rhyno per il WCW United States Championship, ma venne sconfitto. Nella puntata di Raw dell'8 ottobre, i fratelli Hardy conquistarono il WCW Tag Team Championship dopo aver sconfitto Booker T e Test, difendendolo poi con successo dall'assalto di The Hurricane e Lance Storm a No Mercy. Nella puntata di SmackDown del 25 ottobre, persero tuttavia i titoli di coppia a favore dei Dudley Boyz dopo 17 giorni di regno. I due provarono a riconquistare le cinture in un triple threat tag team match che comprendeva anche gli APA, svoltosi a Rebellion, ma l'incontro venne vinto dai campioni Dudley Boyz. Nella puntata di Raw del 12 novembre, batterono tuttavia Booker T e Test, vincendo il WWF Tag Team Championship per la quinta volta, ma, alle Survivor Series, vennero sconfitti dai Dudley Boyz in uno steel cage match valevole per l'unificazione dei loro titoli con il WCW Tag Team Championship degli avversari, perdendoli dunque dopo 6 giorni di regno. Nella puntata di Raw del 26 novembre, Jeff affrontò Christian per l'European Championship, ma venne sconfitto. Gli Hardy Boyz ebbero successivamente dei piccoli screzi dopo che Matt iniziò a pensare che ci fosse una presunta relazione tra Jeff e Lita (kayfabe), portando ad un match tra i due a Vengeance, arbitrato dalla stessa Lita, dove Jeff batté Matt. Nella puntata di Raw del 17 dicembre, Jeff affrontò The Undertaker per l'Hardcore Championship, ma venne sconfitto. Il 20 gennaio 2002, alla Royal Rumble, partecipò all'omonimo match entrando col numero 10, ma venne eliminato da The Undertaker. Dopo essersi riconciliati, i fratelli Hardy presero parte ad un tag team turmoil match, svoltosi a No Way Out, per determinare i primi sfidanti al WWF Tag Team Championship, ma vennero eliminati da Billy e Chuck. Nella puntata di Raw del 25 febbraio, affrontarono Billy e Chuck per i titoli di coppia, ma vennero sconfitti. Il 17 marzo, a WrestleMania X-8, ebbero nuovamente l'opportunità di conquistare le cinture, partecipando ad un four corners elimination match che comprendeva anche gli APA e i Dudley Boyz, ma l'incontro venne vinto dai campioni Billy e Chuck, i quali si imposero anche in un'ulteriore rivincita nella puntata di SmackDown del 21 marzo. Nella puntata di Raw del 25 marzo, per effetto della prima Brand extension, il Team Xtreme venne selezionato per apparire esclusivamente nel roster di Raw. Il 21 aprile, a Backlash, Jeff venne pesantemente sconfitto da Brock Lesnar. Nella puntata di Raw del 29 aprile, affrontò Eddie Guerrero per l'Intercontinental Championship, ma venne sconfitto. Il 4 maggio, a Insurrextion, gli Hardy Boyz sconfissero Brock Lesnar e Shawn Stasiak, ma due settimane dopo, a Judgment Day, vennero battuti dallo stesso Lesnar e Paul Heyman. Nella puntata di Raw del 1º luglio, Jeff affrontò The Undertaker in un ladder match valevole per il WWE Undisputed Championship, ma venne sconfitto nonostante una grande prestazione. La settimana successiva, sconfisse William Regal per conquistare l'European Championship, mantenendolo con successo nella rivincita di Vengeance. Nella puntata di Raw del 22 luglio, perse tuttavia il titolo a favore di Rob Van Dam in un ladder match valevole per l'unificazione della sua cintura con l'Intercontinental Championship di quest'ultimo, terminando dunque il suo regno dopo 14 giorni. La settimana seguente, batté Bradshaw e vinse l'Hardcore Championship per la terza volta; perdendolo però contro Johnny Stamboli dopo pochi minuti. Nella puntata di Raw del 5 agosto, i fratelli Hardy affrontarono Christian e Lance Storm per il World Tag Team Championship, ma vinsero il match solamente per squalifica.

#### Competizione singola (2002–2003)
Nella puntata di Raw del 12 agosto, Jeff affrontò Rob Van Dam per determinare il primo sfidante all'Intercontinental Championship, ma venne sconfitto a causa del turn heel di Matt nei suoi confronti, che segnò quindi lo scioglimento definitivo degli Hardy Boyz, confermato ulteriormente dal successivo passaggio dello stesso Matt al roster di SmackDown. La settimana seguente, Jeff partecipò ad un 6-minute challenge valevole per l'Hardcore Championship che comprendeva anche Bradshaw, Bubba Ray Dudley, Crash Holly, Johnny Stamboli, Spike Dudley, Steven Richards, Terri Runnels e il campione Tommy Dreamer, ma l'incontro venne vinto da quest'ultimo. Nella puntata di Raw del 9 settembre, prese parte ad un fatal 4-way elimination match valevole per determinare il primo sfidante al World Heavyweight Championship che includeva anche Big Show, Chris Jericho e Rob Van Dam, però la contesa fu vinta da quest'ultimo. Nella puntata successiva, affrontò comunque Triple H per il titolo dei pesi massimi, ma venne sconfitto. Nella puntata speciale Raw Roulette del 7 ottobre, Jeff e Rob Van Dam parteciparono ad un tables, ladders and chairs match valevole per il World Tag Team Championship che comprendeva anche Bubba Ray Dudley e Spike Dudley, Chris Jericho e Christian e il campione Kane (senza partner a causa dell'infortunio di The Hurricane), ma fu quest'ultimo a vincere l'incontro da solo e a mantenere i titoli di coppia. Nella puntata di Raw del 28 ottobre, Jeff e Bubba Ray Dudley affrontarono Chris Jericho e Christian per il World Tag Team Championship, ma vennero sconfitti. Il 17 novembre, alle Survivor Series, Jeff, Bubba Ray Dudley e Spike Dudley sconfissero i 3-Minute Warning e Rico in un elimination tables match. Il 19 gennaio 2003, alla Royal Rumble, prese parte all'omonimo match entrando col numero 15, ma venne eliminato da Rob Van Dam. Il 23 febbraio, a No Way Out, venne sconfitto da Chris Jericho. Nella puntata di Raw del 24 febbraio, partecipò ad un battle royal match per determinare il primo sfidante al World Heavyweight Championship, ma la contesa venne vinta da Booker T.
Dopo un alternarsi di vittorie e sconfitte, Jeff venne ufficialmente licenziato il 22 aprile poiché pareva che non avesse superato dei test antidroga, e che avesse inoltre rifiutato la riabilitazione in un centro di disintossicazione, offertagli a spese della WWE stessa. Inoltre altre voci sostennero che avesse perso la voglia di combattere e si presentava sempre in ritardo agli show.

### Ring of Honor (2003)
Debuttò nella Ring of Honor il 19 luglio 2003, durante l'evento Death Before Dishonour, dove vinse un triple threat match che comprendeva anche Joey Matthews e Krazy K.
Questa fu l'unica apparizione di Hardy nella federazione, poiché il pubblico presente allo show non prese bene la sua vittoria, contestandolo con una reazione assai negativa.

### Total Nonstop Action (2004–2006)

#### Opportunità titolate (2004–2005)

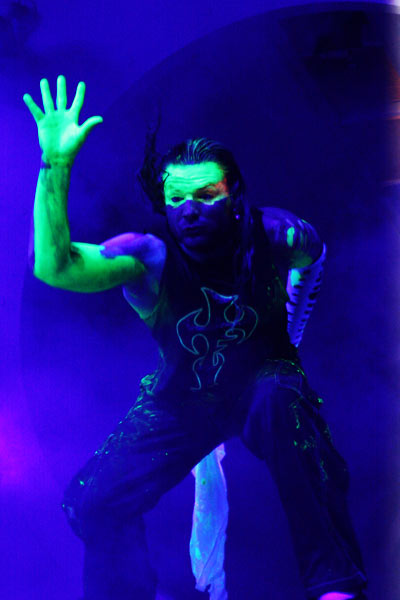
Jeff Hardy nel 2005

Dopo un lungo periodo di pausa, Hardy debuttò nella Total Nonstop Action Wrestling il 23 giugno 2004, affrontando AJ Styles per l'X Division Championship, ma l'incontro terminò in no-contest a causa dell'interferenza di Kid Kash e Dallas. Tornò poi durante la puntata del 28 luglio, sconfiggendo Monty Brown per ottenere un match all'NWA World Heavyweight Championship di Jeff Jarrett, svoltosi il successivo 8 settembre, che terminò tuttavia con la vittoria del campione in carica. Nella puntata di Impact dell'8 ottobre, sconfisse Abyss nella semifinale di un mini-torneo valevole per determinare il primo sfidante al titolo mondiale, superando poi Monty Brown nella finale della settimana successiva. Il 7 novembre, a Victory Road, venne tuttavia sconfitto dal campione Jeff Jarrett a causa dell'interferenza di Kevin Nash e Scott Hall. Il 5 dicembre, a Turning Point, Hardy, AJ Styles e Randy Savage batterono Jeff Jarrett, Kevin Nash e Scott Hall in un six-man tag team match. Dopo aver sconfitto Scott Hall a Final Resolution, Hardy affrontò Abyss in un full metal mayhem match, svoltosi il 13 gennaio 2005, ad Against All Odds, per determinare il primo sfidante all'NWA World Heavyweight Championship, ma venne sconfitto. Il 13 marzo, a Destination X, sconfisse Abyss in un falls count anywhere match, prendendosi la rivincita e ponendo fine alla breve rivalità.

#### Varie faide (2005–2006)
Hardy iniziò poi una faida con Raven, sconfiggendolo in un six sides of steel tables match a Lockdown. Dopo che non si presentò alla loro rivincita in un clockwork orange house of fun match, previsto per Hard Justice, Hardy fu sospeso a tempo indeterminato dalla federazione per inadempienza contrattuale, con quest'ultimo che giustificò l'assenza a causa di problematiche sorte durante il viaggio per raggiungere l'arena dell'evento.
Dopo tre mesi d'inattività, la sospensione fu revocata e Hardy tornò il 14 agosto, a Sacrifice, attaccando Jeff Jarrett al termine dell'evento. Tornò ufficialmente sul ring il successivo 11 settembre, a Unbreakable, dove venne però sconfitto da Bobby Roode per squalifica a causa dell'interferenza di Jeff Jarrett. Per tutto il mese di ottobre, Hardy fu coinvolto in una faida con Abyss, Rhino e Sabu, che portò ad un monster's ball match fra i quattro, svoltosi a Bound for Glory, vinto da Rhino; nel corso dello stesso evento, partecipò inoltre ad un battle royal match valevole per determinare il primo sfidante all'NWA World Heavyweight Championship, ma anche in questa contesa fu Rhino a trionfare. Il 23 novembre, a Genesis, ebbe nuovamente l'opportunità di avere un ulteriore match al titolo mondiale, ma venne sconfitto da Monty Brown.
Nel mese di dicembre, Hardy avrebbe dovuto lottare a Turning Point, ma non si presentò di nuovo all'evento, presumibilmente a causa di problemi di viaggio. Fu quindi sospeso per la seconda volta a tempo indeterminato, venendo conseguentemente rilasciato dalla compagnia nel giugno 2006.

### Ritorno in WWE (2006–2009)

#### Regni titolati (2006–2008)

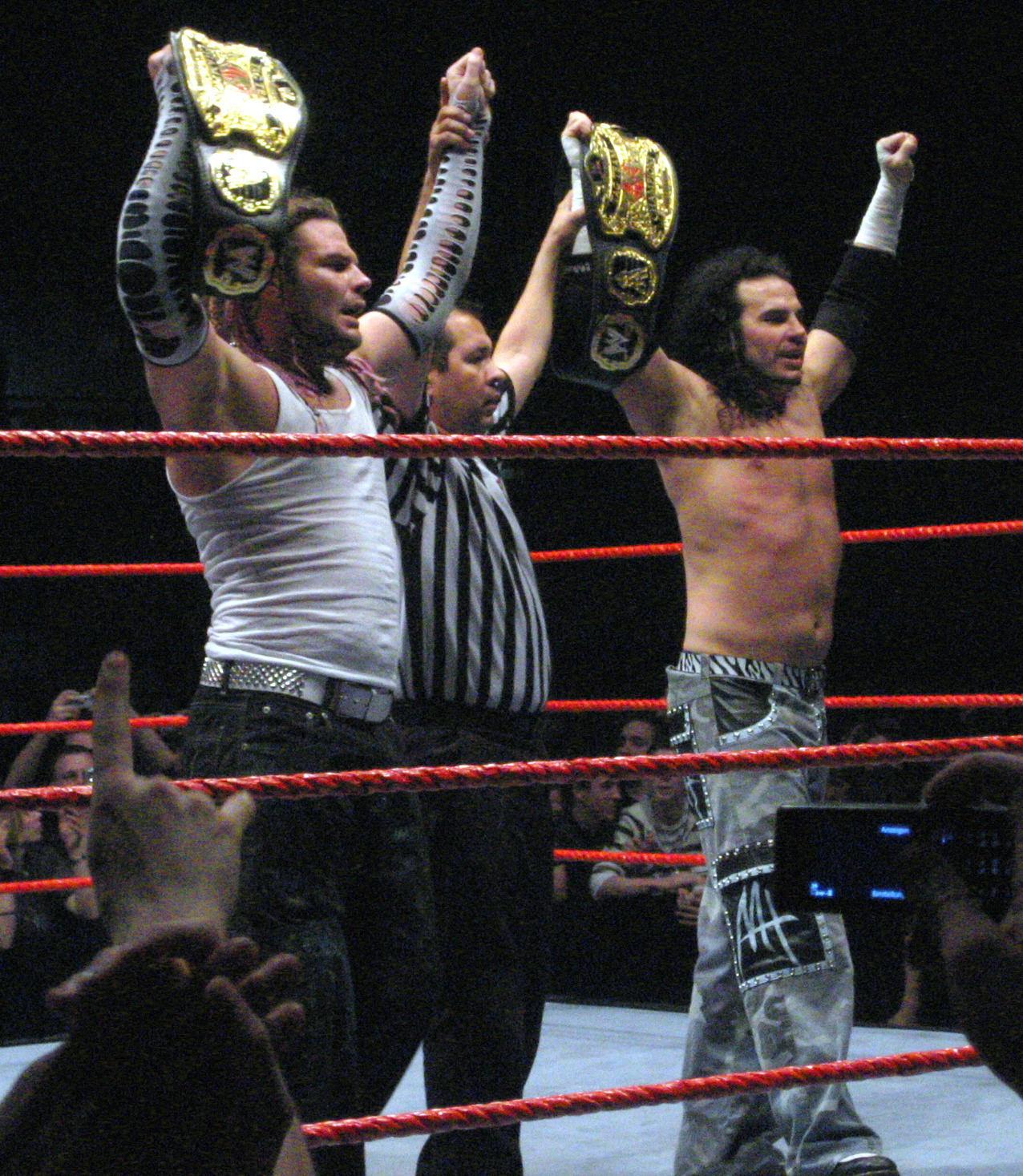
Jeff e Matt Hardy nel 2007

Hardy tornò ufficialmente in WWE, a distanza di tre anni dall'ultima apparizione, durante la puntata di Raw del 21 agosto 2006, dove ebbe un confronto verbale col WWE Champion Edge. La settimana successiva, superò Randy Orton per diventare il primo sfidante all'Intercontinental Championship di Johnny Nitro, ma, nella puntata seguente, vinse il match solamente per squalifica a causa dell'interferenza di Melina. Dopo aver perso contro Nitro ad Unforgiven, Hardy ebbe un'ulteriore opportunità per conquistare la cintura in un six-pack challenge match che comprendeva anche Carlito, Chris Masters, Randy Orton e Super Crazy, svoltosi nella puntata di Raw del 18 settembre, ma fu ancora il campione in carica a prevalere e a mantenere il titolo. Nella puntata di Raw del 2 ottobre, Hardy riuscì finalmente a battere Nitro per vincere il suo secondo titolo intercontinentale, difendendolo prima con successo in un fatal 4-way match che includeva anche Chris Masters, Shelton Benjamin e Super Crazy, svoltosi due settimane dopo, e poi contro Carlito a Cyber Sunday. Nella puntata di Raw del 6 novembre, perse tuttavia la cintura a favore dello stesso Nitro in un no disqualification match dopo 35 giorni di regno, salvo poi riconquistarla per la terza volta dopo appena una settimana e mantenendola con successo nella rivincita in un ladder match, che ebbe luogo durante la puntata di Raw del 20 novembre. Il 26 novembre, alle Survivor Series, prese parte ad un 5-on-5 traditional survivor series elimination match come parte del Team DX contro il Team Rated-RKO, vincendo nettamente l'incontro e rimanendo tra i sopravvissuti insieme a tutti i suoi compagni. Nella puntata di Raw del 27 novembre, Jeff riformò brevemente gli Hardy Boyz insieme a suo fratello Matt, affrontando i Rated-RKO per il World Tag Team Championship, ma vinsero il match solamente per squalifica. Il 3 dicembre, a December to Dismember, i fratelli Hardy sconfissero gli MNM. Il 17 dicembre, ad Armageddon, parteciparono ad un fatal 4-way tag team ladder match valevole per il WWE Tag Team Championship che comprendeva anche Dave Taylor e William Regal, gli MNM e i campioni Paul London e Brian Kendrick, ma l'incontro venne vinto da questi ultimi. Nella puntata di Raw del 18 dicembre, Jeff partecipò ad un battle royal match per ottenere un incontro al WWE Championship di John Cena, ma la contesa venne vinta da Edge. Il 7 gennaio 2007, a New Year's Revolution, difese con successo il titolo intercontinentale dall'assalto di Johnny Nitro in uno steel cage match, mantenendolo anche contro Kenny Dykstra nella puntata di Raw della sera dopo. Il 28 gennaio, alla Royal Rumble, gli Hardy Boyz sconfissero gli MNM e, poco dopo, Jeff prese parte all'omonimo match entrando col numero 14, ma venne eliminato da Edge. Nella puntata di Raw del 29 gennaio, venne sconfitto da The Great Khali per count-out, conservando tuttavia la cintura. Nella puntata di Raw del 12 febbraio, mantenne il titolo contro Chris Masters. Il 18 febbraio, a No Way Out, gli Hardy Boyz e lo United States Champion Chris Benoit sconfissero gli MNM e Montel Vontavious Porter in un six-man tag team match. Nella puntata di Raw del 19 febbraio, Jeff perse la cintura intercontinentale a favore di Umaga dopo 98 giorni di regno, venendo poi sconfitto anche nella rivincita di due settimane dopo. Il 1º aprile, a WrestleMania 23, partecipò al money in the bank ladder match che comprendeva anche CM Punk, Edge, Finlay, King Booker, Matt, Randy Orton e Mr. Kennedy, ma l'incontro venne vinto da quest'ultimo. Nella puntata di Raw del 2 aprile, gli Hardy Boyz conquistarono il loro sesto World Tag Team Championship, vincendo un tag team battle royal match dopo aver eliminato per ultimi Lance Cade e Trevor Murdoch, sconfiggendoli poi sia a Backlash che a Judgment Day per difendere con successo le cinture. Il 3 giugno, a One Night Stand, mantennero i titoli contro il World's Greatest Tag Team in un ladder match, ma, durante la puntata di Raw della sera successiva, li persero a favore di Lance Cade e Trevor Murdoch dopo 63 giorni di regno; venendo poi sconfitti anche nella rivincita a Vengeance: Night of Champions.
Nella puntata di Raw del 16 luglio, Hardy vinse un fatal 4-way elimination match che comprendeva anche Santino Marella, Shelton Benjamin e William Regal per diventare il primo sfidante all'Intercontinental Championship, ma il seguente 22 luglio, a The Great American Bash, venne sconfitto dal campione Umaga. Nella puntata di Raw del 3 settembre, riuscì tuttavia a battere Umaga per conquistare il suo quarto titolo intercontinentale; difendendolo poi con successo contro Shelton Benjamin due settimane dopo. Il 7 ottobre, a No Mercy, Hardy, Paul London e Brian Kendrick vennero sconfitti da Mr. Kennedy e i World Tag Team Champions Lance Cade e Trevor Murdoch in un six-man tag team match. Il 28 ottobre, a Cyber Sunday, venne battuto da Mr. Kennedy in un incontro che non prevedeva però il titolo in palio. Il 18 novembre, alle Survivor Series, prese parte ad un 4-on-5 traditional survivor series elimination match come parte del Team Triple H contro il Team Umaga, vincendo e risultando come uno dei due sopravvissuti insieme a Triple H. Nella puntata di Raw del 3 dicembre, difese con successo la cintura intercontinentale contro Snitsky, mantenendola anche la settimana successiva contro Carlito in un ladder match. Il 16 dicembre, ad Armageddon, superò Triple H per diventare il primo sfidante al WWE Championship, ma il 27 gennaio 2008, alla Royal Rumble, venne sconfitto dal campione Randy Orton. Il 17 febbraio, a No Way Out, partecipò ad un elimination chamber match valevole per determinare il primo sfidante al WWE Championship che comprendeva anche Chris Jericho, John "Bradshaw" Layfield, Shawn Michaels, Triple H e Umaga, ma venne eliminato per ultimo da Triple H, il quale si aggiudicò l'incontro. Nella puntata di Raw del 10 marzo, perse il titolo intercontinentale a favore di Chris Jericho dopo 190 giorni di regno. Hardy venne successivamente sospeso per 60 giorni dalla WWE poiché fu trovato positivo all'anti-doping.
Terminati i due mesi di sospensione, Hardy tornò durante la puntata di Raw del 12 maggio sconfiggendo Umaga, ripetendosi poi a One Night Stand in un falls count anywhere match per porre fine alla breve faida. Il 18 maggio, a Judgment Day, batté Montel Vontavious Porter. Nella puntata di Raw del 2 giugno, affrontò John Cena per determinare il primo sfidante al WWE Championship, ma venne sconfitto. Per effetto dell'annuale Draft, Hardy passò al roster di SmackDown; debuttando la settimana successiva, dove ebbe la meglio su John Morrison. Nella puntata di SmackDown del 25 luglio, partecipò ad un battle royal match per determinare il primo sfidante al WWE Championship, ma la contesa venne vinta da The Great Khali. Nella puntata di SmackDown del 15 agosto, affrontò Shelton Benjamin per lo United States Championship, ma vinse l'incontro solamente per squalifica a causa dell'interferenza di Montel Vontavious Porter, dal quale fu poi sconfitto a SummerSlam. Il 7 settembre, ad Unforgiven, prese parte ad un championship scramble match valevole per il WWE Championship che comprendeva anche The Brian Kendrick, MVP, Shelton Benjamin e il campione Triple H, ma l'incontro venne vinto da quest'ultimo. Nella puntata di SmackDown del 12 settembre, vinse un fatal 4-way match che includeva anche Kendrick, MVP e Benjamin, ottenendo così un ulteriore incontro al titolo mondiale di Triple H, ma il 5 ottobre, a No Mercy, venne sconfitto. Il 26 ottobre, a Cyber Sunday, fu scelto dal pubblico per affrontare ancora una volta Triple H per il WWE Championship, ma venne nuovamente battuto da questi. Dopo aver prima superato The Undertaker in un extreme rules match e, la settimana dopo, anche Triple H in un incontro che non prevedeva la cintura in palio, Hardy ebbe un'altra possibilità di conquistare il titolo massimo, ma il 23 novembre, alle Survivor Series, fu ritrovato privo di sensi nella sua stanza d'albergo (kayfabe), rendendolo impossibilitato a combattere, e il suo posto nel triple threat match venne dunque preso dal rientrante Edge, che sconfisse Vladimir Kozlov e lo stesso Triple H per diventare il nuovo campione.

#### World Heavyweight Champion (2008–2009)

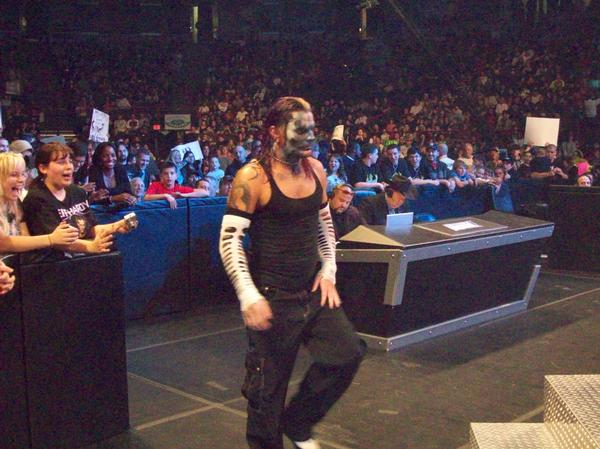
Jeff Hardy nel 2009

Il 14 dicembre, ad Armageddon, Hardy vinse un triple threat match che comprendeva anche Triple H e il campione Edge, conquistando così il suo primo WWE Championship dopo una lunga rincorsa al titolo, diventando inoltre il 18° Triple Crown Champion e il 9° Grand Slam Champion nella storia della WWE. Il 25 gennaio 2009, alla Royal Rumble, perse tuttavia la cintura a favore di Edge in un no disqualification match dopo 42 giorni di regno a causa del turn heel di suo fratello Matt, il quale lo colpì brutalmente con una sedia. Hardy provò a riconquistare il titolo mondiale a No Way Out, partecipando ad un elimination chamber match che comprendeva anche Big Show, The Undertaker, Triple H, Vladimir Kozlov e il campione Edge, ma venne eliminato per quarto da The Undertaker. Nella puntata di SmackDown del 6 marzo, venne sconfitto dallo United States Champion Shelton Benjamin a causa dell'interferenza di Matt, fallendo nell'inserirsi all'interno dell'annuale money in the bank ladder match. Ciò portò ad un extreme rules match tra i fratelli Hardy a WrestleMania XXV, dove a prevalere fu Matt. Dopo essere stato nuovamente sconfitto da Matt in uno stretcher match, svoltosi nella puntata di SmackDown del 10 aprile, Jeff riuscì finalmente a batterlo a Backlash in un brutale "I quit" match, ponendo fine alla rivalità tra i due.
Nella puntata di SmackDown del 1º maggio, Hardy vinse un fatal 4-way elimination match che comprendeva anche Chris Jericho, Kane e l'Intercontinental Champion Rey Mysterio per diventare il primo sfidante al World Heavyweight Championship, ma due settimane dopo, a Judgment Day, venne sconfitto dal campione Edge in maniera controversa. Ciò portò ad un ladder match fra i due ad Extreme Rules, dove Hardy prevalse su Edge, conquistando così il titolo dei pesi massimi per la prima volta; tuttavia, al termine dell'incontro, subì l'incasso del contratto del money in the bank per mano di CM Punk, perdendo dunque la cintura dopo pochi minuti di regno e iniziando una rivalità con quest'ultimo. Nella puntata di Raw del 15 giugno, provò a riconquistare il titolo in un triple threat match che comprendeva anche Edge, ma l'incontro venne vinto dal nuovo campione in carica. Il 28 giugno, a The Bash, affrontò CM Punk nella rivincita, ma vinse il match solamente per squalifica dopo che questi colpì illegalmente l'arbitro. Il 26 luglio, a Night of Champions, Hardy riuscì a battere CM Punk per vincere il suo secondo World Heayweight Championship, difendendolo poi con successo dall'assalto di John Morrison nella puntata di SmackDown del 31 luglio e, la settimana dopo, anche nella rivincita contro Punk grazie all'aiuto di suo fratello Matt. Il 23 agosto, a SummerSlam, perse tuttavia la cintura dei pesi massimi a favore dello stesso CM Punk in un tables, ladders and chairs match dopo 28 giorni di regno; venendo poi sconfitto anche nella rivincita in uno steel cage match, svoltosi durante la puntata di SmackDown del 28 agosto, che lo costrinse ad abbandonare la WWE come da stipulazione imposta (kayfabe). In realtà ciò venne attuato per permettergli di guarire da alcuni acciacchi, tra cui un infortunio al collo e due ernie discali nella parte inferiore della schiena; tuttavia, alcuni mesi dopo, Hardy decise di lasciare realmente la federazione senza rinnovare il proprio contratto a seguito di alcuni contrasti avuti con la dirigenza (legit).

### Ritorno in TNA (2010–2017)

#### TNA World Heavyweight Champion (2010–2011)

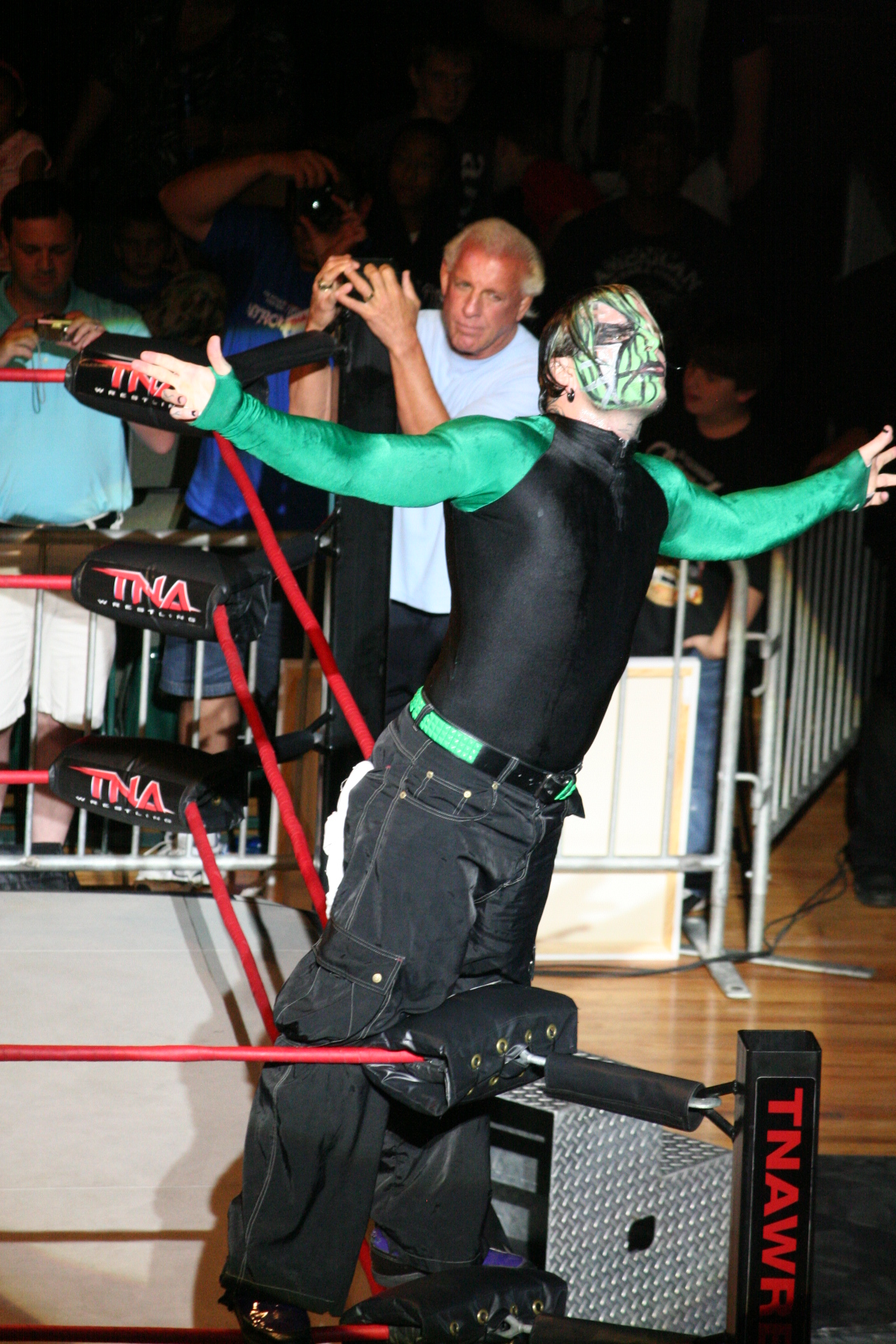
Jeff Hardy nel 2010

Dopo alcuni mesi di pausa, Hardy fece un'apparizione a sorpresa in TNA, a distanza di quattro anni, durante la puntata di Impact! del 4 gennaio 2010, dove attaccò Homicide. Tornò definitivamente in pianta stabile nel corso della puntata di Impact dell'8 marzo, assalendo il TNA World Heavyweight Champion AJ Styles e confermando dunque il suo status da face. Il 18 aprile, a Lockdown, partecipò ad un lethal lockdown match come parte del Team Hogan contro il Team Flair, vincendo poi l'incontro. Nella puntata di Impact della sera dopo, affrontò Rob Van Dam per determinare il primo sfidante al titolo mondiale, ma venne sconfitto. Dopo aver sconfitto Mr. Anderson a Sacrifice, Hardy formò per un breve periodo un tag team proprio con quest'ultimo, battendo in seguito i Beer Money a Slammiversary VIII. L'11 luglio, a Victory Road, prese parte ad un fatal 4-way match valevole per il TNA World Heavyweight Championship che comprendeva anche Abyss, Mr. Anderson e il campione Rob Van Dam, ma l'incontro venne vinto da quest'ultimo. Hardy partecipò in seguito ad un torneo valevole per la vacante cintura dei pesi massimi, superando Rob Terry nei quarti di finale, ma il successivo 5 settembre, a No Surrender, la semifinale contro Kurt Angle terminò in no-contest.
Il 10 ottobre, a Bound for Glory, Hardy vinse un triple threat match contro Kurt Angle e Mr. Anderson grazie all'aiuto di Hulk Hogan, Eric Bischoff e Jeff Jarrett, conquistando così il TNA World Heavyweight Championship per la prima volta ed effettuando allo stesso tempo il suo primo turn heel in carriera, unendosi alla stable Immortal. Difese con successo il titolo contro Matt Morgan in due separate occasioni: prima a Turning Point e poi in un no disqualification match a Final Resolution. Il 9 gennaio 2011, a Genesis, perse la cintura a favore di Mr. Anderson dopo 91 giorni di regno, venendo poi sconfitto nella rivincita, svoltasi nella puntata di Impact del 3 febbraio, a causa dell'interferenza della Fortune. Dieci giorni dopo, ad Against All Odds, riconquistò il titolo in un ladder match, ma durante la puntata di Impact del 3 marzo, lo perse a favore di Sting dopo 18 giorni di regno. La settimana seguente, a Victory Road, Hardy affrontò Sting nella rivincita per la cintura, ma venne sconfitto in poco meno di due minuti per scelta dirigenziale, poiché si presentò all'evento sotto effetto di alcol e marijuana (legit). Dopo l'accaduto, la federazione lo sospese a tempo indeterminato per condotta inappropriata.

#### Opportunità titolate (2011–2013)
Hardy tornò durante la puntata di Impact dell'8 settembre, chiedendo pubblicamente scusa per il comportamento scorretto avuto sei mesi prima ed effettuando contestualmente un turn face. Intraprese poi una rivalità con Jeff Jarrett, sconfiggendolo per ben tre volte nella stessa sera a Turning Point. L'11 dicembre, a Final Resolution, batté nuovamente Jarrett in uno steel cage match per diventare il primo sfidante al TNA World Heavyweight Championship. L'8 gennaio 2012, a Genesis, venne tuttavia sconfitto dal campione Bobby Roode per squalifica. Nella puntata di Impact del 12 gennaio, affrontò di nuovo Roode per il titolo, ma l'incontro terminò in no-contest a causa dell'interferenza di Bully Ray, il quale interferì anche la settimana successiva durante un match tra lo stesso Hardy e James Storm valevole per determinare il primo sfidante alla cintura mondiale. Ciò portò ad un fatal 4-way match fra i quattro, svoltosi ad Against All Odds, dove però fu Roode a prevalere e a mantenere il titolo. Nella puntata di Impact del 16 febbraio, ebbe un'altra opportunità di conquistare la cintura in un no disqualification match, ma venne sconfitto a causa dell'interferenza di Kurt Angle, iniziando dunque una faida con quest'ultimo. Il 18 marzo, a Victory Road, Hardy venne battuto da Angle, ma il successivo 15 aprile, a Lockdown, si prese la rivincita sconfiggendolo in uno steel cage match per porre fine alla breve rivalità. Nella puntata di Impact del 19 aprile, partecipò ad un triple threat match per determinare il primo sfidante al TNA World Heavyweight Championship che comprendeva anche Mr. Anderson e Rob Van Dam, ma l'incontro venne vinto da quest'ultimo. La settimana successiva, Hardy e Mr. Anderson affrontarono Samoa Joe e Magnus per il TNA World Tag Team Championship, ma vennero sconfitti. Il 13 maggio, a Sacrifice, venne battuto da Mr. Anderson, prendendosi però la rivincita nella puntata di Impact di quattro giorni dopo. Nella puntata di Impact del 31 maggio, affrontò Devon per il TNA Television Championship, ma vinse il match solamente per squalifica. Il 10 giugno, a Slammiversary 10, prese parte ad un triple threat match contro Mr. Anderson e Rob Van Dam per determinare il primo sfidante al titolo dei pesi massimi, ma l'incontro venne vinto da Anderson. Hardy partecipò in seguito alle bound for glory series, accumulando abbastanza punti per accedere alle semifinali di No Surrender, dove superò prima Samoa Joe e poi in finale Bully Ray per ottenere un incontro alla cintura mondiale.
Il 14 ottobre, a Bound for Glory, Hardy sconfisse Austin Aries per conquistare il suo terzo TNA World Heavyweight Championship; difendendolo poi con successo dall'assalto di Kurt Angle nella puntata di Impact del 25 ottobre. L'11 novembre, a Turning Point, mantenne il titolo nella rivincita contro Austin Aries in un ladder match. Il 9 dicembre, a Final Resolution, difese con successo la cintura contro Bobby Roode. Nella puntata di Impact del 20 dicembre, mantenne nuovamente il titolo mondiale contro Austin Aries. Il 13 gennaio 2013, a Genesis, difese con successo la cintura dei pesi massimi in un triple threat elimination match che comprendeva anche Roode e Aries. Dopo aver mantenuto il titolo contro Christopher Daniels durante la puntata di Impact del 24 gennaio, Hardy fu brutalmente colpito alle spalle dagli Aces & Eights con un martello, venendo infortunato (kayfabe). Tornò il successivo 10 marzo, a Lockdown, dove perse tuttavia la cintura mondiale a favore di Bully Ray in uno steel cage match dopo 147 giorni di regno a causa dell'interferenza degli Aces & Eights. Nella puntata di Impact del 21 marzo, vinse un fatal 4-way match che includeva anche Kurt Angle, Magnus e Samoa Joe per ottenere un incontro per il TNA World Heavyweight Championship, ma nella puntata di Impact dell'11 aprile fallì la riconquista del titolo, venendo sconfitto dal campione Bully Ray in un full metal mayhem match. Il 2 giugno, a Slammiversary XI, Hardy, Magnus e Samoa Joe batterono Wes Brisco, Garett Bischoff e Mr. Anderson degli Aces & Eights in un six-man tag team match.
Nei mesi successivi, Hardy prese parte alle Bound for Glory Series, ma non riuscì ad accumulare abbastanza punti per accedere alle semifinali del torneo. Il 20 ottobre, a Bound for Glory, partecipò ad un ultimate x match valevole per l'X Division Championship che comprendeva anche Austin Aries, Chris Sabin, Samoa Joe e il campione Manik, ma l'incontro venne vinto da Sabin. Hardy prese poi parte ad un torneo valevole per il vacante TNA World Heavyweight Championship, superando prima Chris Sabin in un full metal mayhem match e poi Bobby Roode in un tables match, ma il seguente 19 dicembre, a Final Resolution, venne sconfitto da Magnus nella finale in un dixieland match. Nella puntata di Impact del 26 dicembre, Hardy comunicò la decisione di voler abbandonare la federazione perché stanco dei continui giochi politici all'interno di essa, e che sarebbe tornato soltanto se le cose si fossero sistemate (kayfabe).

#### Willow (2013–2014)

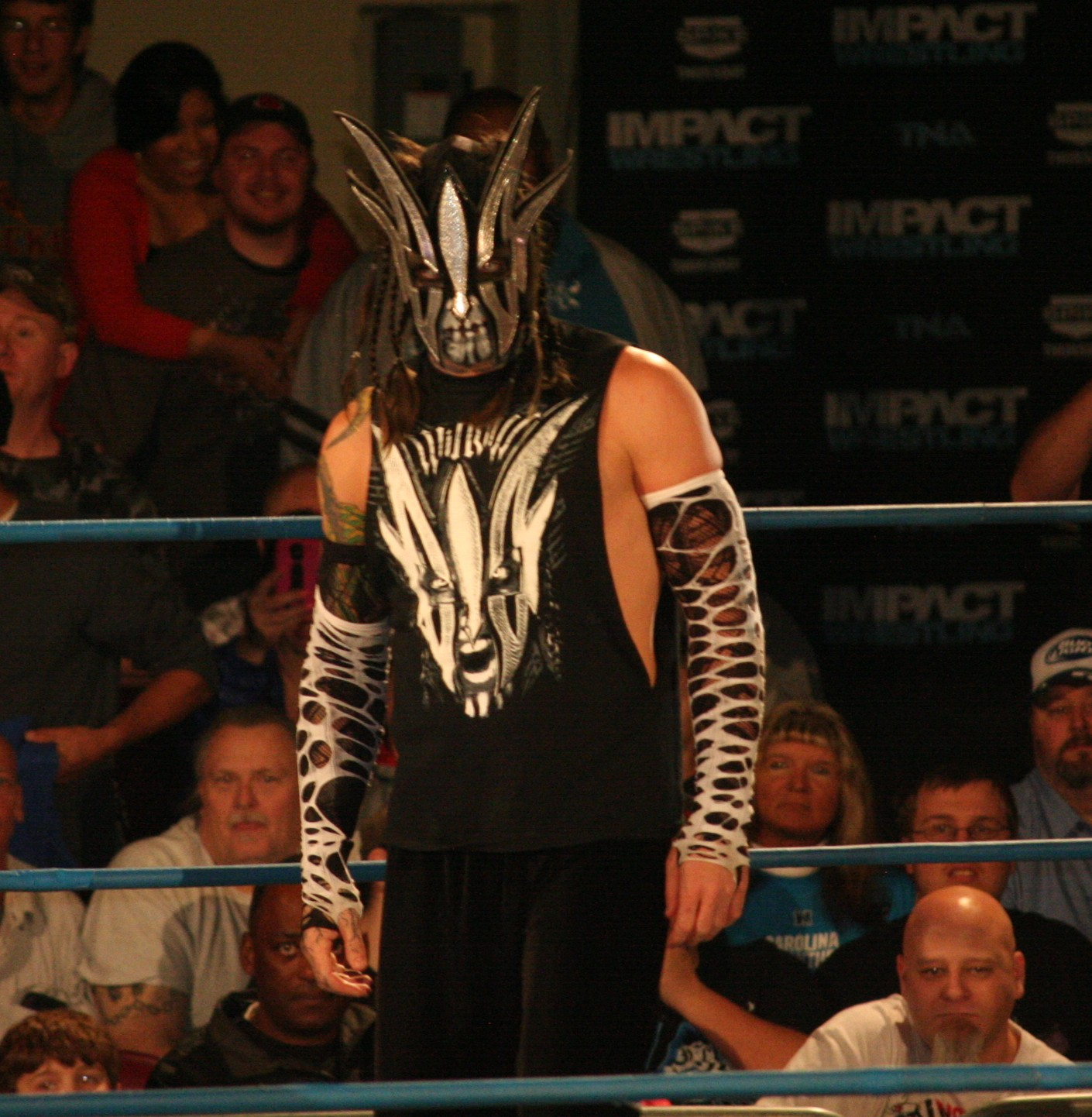
Jeff Hardy nei panni di Willow nel 2014

Dopo settimane di promo, Hardy tornò il 9 marzo 2014, a Lockdown, vestendo i panni di Willow e partecipando ad un lethal lockdown match come parte del Team MVP contro il Team Dixie, vincendo poi l'incontro. Nella puntata di Impact del 10 aprile, prese parte ad un over the top rope gauntlet match valevole per determinare il primo sfidante al TNA World Heavyweight Championship, ma venne eliminato a causa dell'interferenza di Rockstar Spud. Il 27 aprile, a Sacrifice, Willow e Kurt Angle sconfissero Rockstar Spud e Ethan Carter III.
Willow iniziò poi una faida con Magnus, sconfiggendolo in un falls count anywhere match durante la puntata di Impact del 22 maggio, perdendo però poi nella rivincita a Slammiversary XII. Nella puntata di Impact del 19 giugno, Willow e Abyss parteciparono ad un triple threat tag team match valevole per il TNA World Tag Team Championship che comprendeva anche Austin Aries e Samoa Joe e i campioni Eddie Edwards e Davey Richards, ma l'incontro venne vinto da questi ultimi. La settimana successiva, Willow e Abyss vennero battuti da Magnus e Bram in un monster's ball match, ponendo fine alla rivalità.

#### Reunion degli Hardys (2014–2016)
Nella puntata di Impact del 10 luglio, il general manager Kurt Angle convinse Hardy a svestire i panni di Willow per concorrere ad un battle royal match con in palio un incontro al TNA World Heavyweight Championship, arrivando poi a vincere dopo aver eliminato per ultimo Eric Young. La settimana successiva, venne tuttavia sconfitto dal campione Lashley. Nella puntata di Impact del 24 luglio, Jeff introdusse suo fratello Matt, appena sbarcato in federazione, lanciando una sfida a Eddie Edwards e Davey Richards per il TNA World Tag Team Championship, ma la settimana seguente, a Destination X, vennero battuti. Gli Hardys presero poi parte ad un tag team title series valevole per i titoli di coppia che comprendeva anche il Team 3D e i campioni Eddie Edwards e Davey Richards, ma dopo quattro incontri la serie fu vinta da questi ultimi, i quali mantennero le cinture. Nella puntata di Impact del 15 ottobre, Jeff partecipò ad un fatal 4-way elimination match che includeva anche Bobby Roode, Eric Young e Austin Aries per determinare il primo sfidante alla cintura mondiale, ma a prevalere fu Roode.
Gli Hardys presero successivamente parte ad un torneo valevole per determinare i primi sfidanti al TNA World Tag Team Championship, superando Jessie Godderz e DJZ nel primo turno, Ethan Carter III e Tyrus in semifinale e Low Ki e Samoa Joe nella finale. Il 6 febbraio 2015, a Lockdown, affrontarono dunque Abyss e James Storm per i titoli di coppia in un six sides of steel match, ma vennero sconfitti. Nella puntata di Impact del 17 aprile, Jeff e Matt parteciparono ad un nuovo torneo valevole per il vacante TNA World Tag Team Championship, sconfiggendo James Storm e Khoya al primo turno per poi trionfare in un ultimate x match che comprendeva anche Kenny King e Low Ki, Bram e Ethan Carter III e Bobby Roode e Austin Aries, conquistando così le cinture di coppia per la prima volta. Il 1º maggio, ad Hardcore Justice, gli Hardys e Davey Richards batterono Khoya, Manik e Abyss in un six-man tag team street fight match. La settimana successiva, i fratelli Hardy furono tuttavia costretti a rendere vacanti i titoli dopo 21 giorni di regno a causa di un reale infortunio alla gamba occorso a Jeff.
Jeff, ancora convalescente dall'infortunio, apparì durante la puntata di Impact del 26 agosto, inserendosi nella faida in corso tra suo fratello Matt e il TNA World Heavyweight Champion Ethan Carter III. La settimana seguente, Jeff fu costretto a diventare l'assistente personale di Carter dopo che questi sconfisse Matt per mantenere il titolo mondiale. Tre settimane dopo, Jeff disobbedì a Carter, dando il suo addio alla federazione (kayfabe). Dopo l'accaduto, la CEO Dixie Carter reintegrò tuttavia Jeff e lo nominò arbitro speciale del triple threat match fra Carter, Matt e Drew Galloway, svoltosi a Bound for Glory e valevole per il TNA World Heavyweight Championship del primo, dove aiutò il fratello a conquistare il titolo dei pesi massimi per liberarsi definitivamente dal controllo di Carter stesso.

#### Varie faide (2016–2017)
Dopo aver completamente recuperato dall'infortunio, Hardy tornò ufficialmente sul ring durante la puntata di Impact del 12 gennaio 2016, dove sconfisse Shynron. Due settimane dopo, Jeff affrontò suo fratello Matt, che aveva effettuato nel frattempo un turn heel, per il TNA World Heavyweight Championship, ma l'incontro terminò in no-contest a causa dell'interferenza di Bram e Eric Young, i quali attaccarono brutalmente Jeff. Nella puntata di Impact del 15 marzo, Jeff batté Eric Young per inserirsi in un triple threat match valevole per il titolo mondiale che comprendeva anche Ethan Carter III e il campione Matt, ma l'incontro terminò senza un vincitore a causa dell'interferenza di Bram e Young. Dopo che Matt perse la cintura, Jeff iniziò una rivalità con lui, portando ad un "I quit" match tra i due, svoltosi durante la puntata di Impact del 19 aprile, terminato in no-contest poiché entrambi non riuscirono a continuare l'incontro. Nella puntata di Impact del 10 maggio, Jeff e James Storm affrontarono la Decay per il TNA World Tag Team Championship, ma vennero sconfitti dopo che Broken Matt, travestitosi da Willow, attaccò Jeff, rimembrando così la loro faida. Il 12 giugno, a Slammiversary, Jeff sconfisse Matt in un full metal mayhem match. Nella puntata di Impact del 14 giugno, Jeff affrontò Eli Drake per il TNA King of the Mountain Championship, ma vinse il match solamente per squalifica a causa dell'interferenza di Matt. Tre settimane dopo, Jeff venne battuto da Matt in un ultimate deletion match, perdendo il suo nome e diventando adepto di Matt stesso (kayfabe), cambiando poi il suo ring name in "Brother Nero".
Nella puntata di Impact del 18 agosto, Brother Nero e Matt vinsero un ladder match che comprendeva anche Basile Baraka e Baron Dax, i BroMans e Andrew Everett e Trevor Lee per diventare i primi sfidanti al TNA World Tag Team Championship, conquistandolo per la seconda volta dopo aver sconfitto la Decay a Bound for Glory. Nella puntata di Impact del 6 ottobre, difesero con successo i titoli nella rivincita contro la Decay in un wolf creek match. Due settimane dopo, i fratelli Hardy mantennero le cinture contro Basile Baraka e Baron Dax. Nella puntata di Impact del 1º dicembre, difesero con successo i titoli di coppia dall'assalto di Bram e Eddie Kingston, mantenendoli anche due settimane dopo in un apocalypto falls count anywhere match. Nella puntata di Impact del 12 gennaio 2017, difesero le cinture contro Eddie Edwards e Davey Richards, conservandole con successo anche due settimane dopo in un triple threat tag team match che includeva anche la Decay e Bram e Eddie Kingston. Nella puntata di Impact del 2 febbraio, Brother Nero affrontò Lashley per il TNA World Heavyweight Championship, ma venne sconfitto. Dopo non aver trovato un accordo per il rinnovo dei contratti, i fratelli Hardy lasciarono la compagnia il successivo 2 marzo, rendendo così vacanti i titoli di coppia dopo 152 giorni di regno.

### Ritorno in Ring of Honor (2017)
Il 4 marzo 2017, durante l'evento Manhattan Mayhem VI, Jeff tornò in Ring of Honor dopo quattordici anni dalla sua prima ed unica apparizione, sconfiggendo, in coppia con suo fratello Matt, gli Young Bucks per vincere il ROH World Tag Team Championship. Il 1º aprile, a Supercard of Honor XI, i due persero tuttavia i titoli a favore degli stessi Young Bucks in un ladder match dopo 28 giorni di regno. La sera stessa dell'evento fu però annunciato che i fratelli Hardy non avrebbero rinnovato i propri contratti con la federazione, limitandosi ad una breve parentesi mensile.

### Secondo ritorno in WWE (2017–2021)

#### Ritorno degli Hardy Boyz (2017–2018)

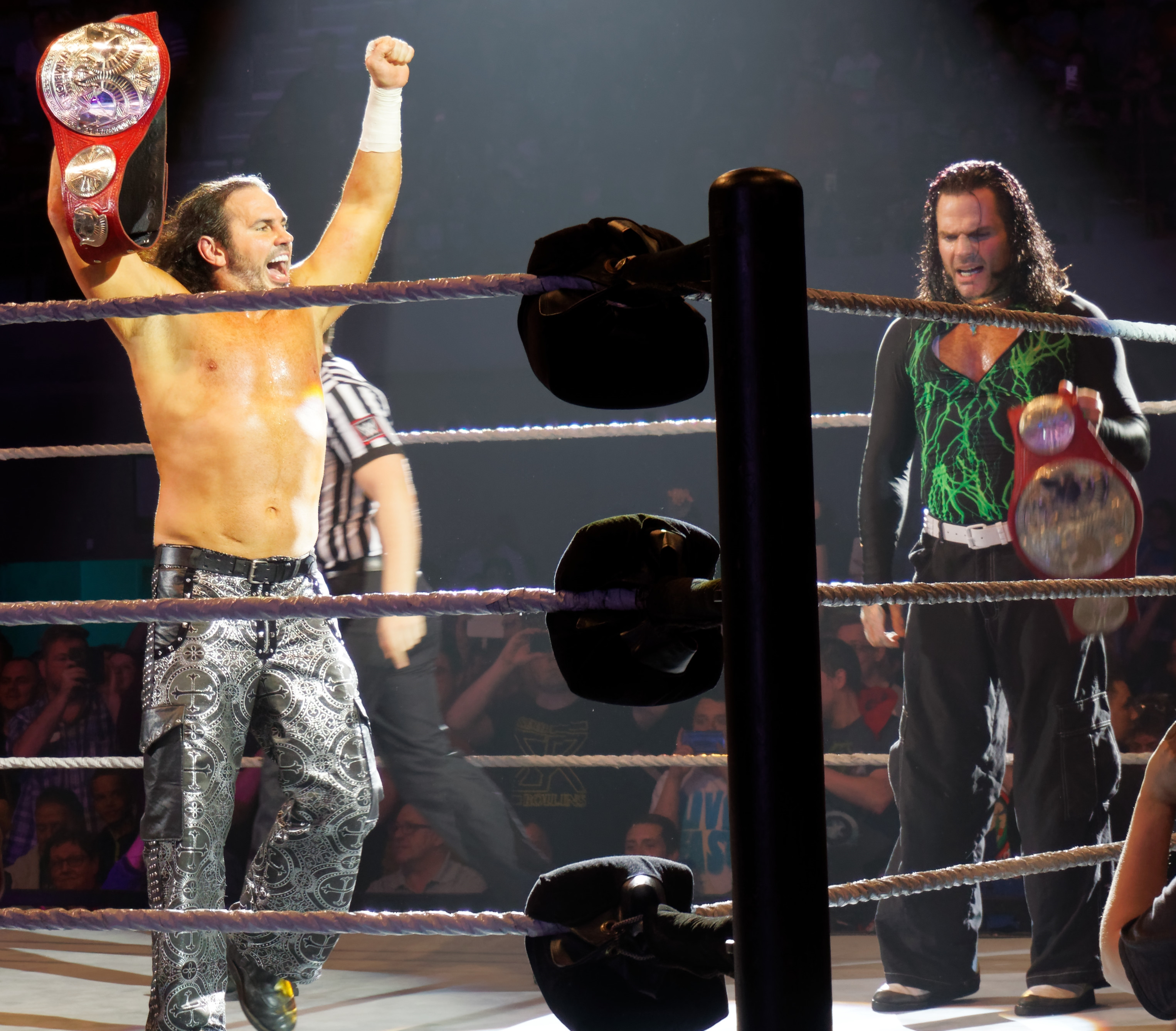
Gli Hardy Boyz come Raw Tag Team Champions nel 2017

Jeff Hardy fece il suo ritorno in WWE insieme al fratello Matt il 2 aprile 2017, a WrestleMania 33, inserendosi nel ladder match per il Raw Tag Team Championship che includeva anche i campioni Luke Gallows e Karl Anderson, Enzo Amore e Big Cass e Cesaro e Sheamus; i due vinsero le cinture di coppia per la settima volta in carriera. Nella puntata di Raw della sera dopo, difesero con successo i titoli contro Luke Gallows e Karl Anderson. Il 30 aprile, a Payback, mantennero le cinture contro Cesaro e Sheamus, salvo poi perderle proprio a favore di questi ultimi in uno steel cage match ad Extreme Rules dopo 63 giorni di regno. Nella puntata di Raw del 12 giugno, Jeff e Matt non riuscirono a riconquistare i titoli contro Cesaro e Sheamus in un 2-out-of-3 Falls match poiché l'incontro terminò in doppio count-out sul punteggio di 1-1. Il 9 luglio, a Great Balls of Fire, affrontarono nuovamente Cesaro e Sheamus in un 30-minute iron man match per il Raw Tag Team Championship, ma vennero sconfitti per 4-3. Il 20 agosto, nel Kick-off di SummerSlam, gli Hardy Boyz e Jason Jordan vennero sconfitti da The Miz e dal Miztourage in un six-man tag team match. Nella puntata di Raw del 28 agosto, Jeff vinse un battle royal match dopo aver eliminato per ultimo Jason Jordan, diventando così il primo sfidante all'Intercontinental Championship, ma, la settimana successiva, venne sconfitto dal campione The Miz. Nella puntata di Raw del 18 settembre, partecipò ad un six-pack challenge che includeva anche, oltre a suo fratello Matt, Bo Dallas, Curtis Axel, Elias e Jason Jordan per determinare lo sfidante all'Intercontinental Championship di The Miz, ma l'incontro venne vinto da Jordan. In questo periodo, Jeff si infortunò gravemente e venne costretto ad uno stop di sette mesi.

#### Regni titolati (2018–2020)
Jeff tornò in pianta stabile nella puntata di Raw del 9 aprile 2018, sconfiggendo, insieme a Finn Bálor e Seth Rollins, The Miz e il Miztourage in un six-man tag team match. La settimana dopo, sconfisse Jinder Mahal conquistando così lo United States Championship per la prima volta; grazie a questa vittoria, Hardy divenne il dodicesimo Grand Slam Champion (tenendo conto del nuovo formato). Il giorno dopo, a causa dello Shake-up, passò al roster di SmackDown, e con lui anche la cintura statunitense; quella stessa sera, batté Shelton Benjamin nel suo primo match in tale brand dal 2009. Il 27 aprile, a Greatest Royal Rumble, difese con successo il titolo nella rivincita contro Jinder Mahal. Il 6 maggio, a Backlash, mantenne la cintura contro Randy Orton. Nella puntata di SmackDown dell'8 maggio, Hardy venne sconfitto da The Miz, fallendo nell'opportunità di inserirsi nel money in the bank ladder match. Due settimane dopo, venne battuto da Daniel Bryan, fallendo una seconda opportunità per potersi inserire all'interno dell'omonimo match. Nella puntata di SmackDown del 26 giugno, venne sconfitto da Eric Young per squalifica a causa dell'intervento degli Usos, ma conservò comunque il titolo statunitense. La settimana successiva, difese con successo la cintura contro The Miz. Il 15 luglio, a Extreme Rules, Hardy perse il titolo in favore di Shinsuke Nakamura dopo 90 giorni di regno; venendo poi sconfitto anche nella rivincita, svoltasi due giorni dopo a SmackDown, a causa dell'interferenza di Randy Orton, il quale lo attaccò pesantemente. Il 19 agosto, a SummerSlam, affrontò nuovamente Shinsuke Nakamura per lo United States Championship, ma venne sconfitto. Il 16 settembre, a Hell in a Cell, venne battuto da Randy Orton in un brutale hell in a cell match, ponendo fine alla breve rivalità. Nella puntata di SmackDown del 9 ottobre, sconfisse Samoa Joe per qualificarsi al torneo WWE World Cup di Crown Jewel, dove fu però eliminato nei quarti di finale da The Miz. lI 18 novembre, alle Survivor Series, prese parte ad un 5-on-5 traditional survivor series elimination match come parte del Team SmackDown contro il Team Raw, ma venne eliminato da Braun Strowman. Il 27 gennaio 2019, alla Royal Rumble, partecipò al match omonimo entrando col numero 24, ma venne eliminato da Drew McIntyre. Il 17 febbraio, a Elimination Chamber, prese parte all'omonimo match per il WWE Championship che comprendeva anche il campione Daniel Bryan, AJ Styles, Kofi Kingston, Randy Orton e Samoa Joe ma venne eliminato da Bryan. Nella puntata di SmackDown del 26 febbraio, Jeff e il rientrante fratello Matt riformarono gli Hardy Boyz e, insieme, sconfissero i The Bar. Il 7 aprile, nel Kick-off di WrestleMania 35, Jeff partecipò all'annuale André the Giant Memorial Battle Royal, ma venne eliminato da Braun Strowman. Nella puntata di SmackDown del 9 aprile, gli Hardy Boyz sconfissero gli Usos conquistando così lo SmackDown Tag Team Championship per la prima volta. Nella puntata di SmackDown del 30 aprile, tuttavia, i fratelli Hardy dovettero rendere vacanti i titoli dopo 21 giorni di regno a causa di un grave infortunio al ginocchio occorso Jeff, che lo costrinse ad un lunghissimo stop.
Dopo quasi un anno d'inattività, Hardy tornò in azione durante la puntata di SmackDown del 13 marzo 2020, dove sconfisse King Corbin ritornando alla competizione singola. Il 10 maggio, nel Kick-off di Money in the Bank, Hardy sconfisse Cesaro. Nella puntata di SmackDown del 22 maggio, superò Sheamus nei quarti di finale del torneo per la riassegnazione del vacante Intercontinental Championship, ma, la settimana successiva, venne estromesso dopo aver apparentemente investito l'altro semifinalista, Elias, venendo dunque arrestato (kayfabe); Hardy, tuttavia, apparve comunque nell'arena costando la semifinale a Sheamus (che aveva preso il suo posto dopo aver vinto una 10-man Battle Royal) nel suo match contro Daniel Bryan. Il 14 giugno, a Backlash, venne sconfitto da Sheamus. Nella puntata di SmackDown del 24 luglio, trionfò nuovamente su Sheamus in un Bar Fight, chiudendo la faida. Nella puntata di SmackDown del 21 agosto, Hardy sconfisse AJ Styles conquistando così l'Intercontinental Championship per la quinta volta. Nella puntata di SmackDown del 28 agosto Hardy difese con successo il titolo in una Open challenge contro Shinsuke Nakamura. Nella puntata di SmackDown dell'11 settembre Hardy affrontò AJ Styles per difendere l'Intercontinental Championship ma venne sconfitto per squalifica (senza dunque il cambio di titolo) a causa dell'intervento di Sami Zayn ai danni di Styles. Il 27 settembre, a Clash of Champions, Hardy perse il titolo contro Sami Zayn in un Triple Threat Ladder match che comprendeva anche AJ Styles dopo 37 giorni di regno.

#### Varie faide (2020–2021)
Nella puntata di SmackDown del 2 ottobre Hardy affrontò Sami Zayn per l'Intercontinental Championship ma venne sconfitto. Nella puntata di Raw del 12 ottobre Hardy passò in tale roster per effetto del Draft; quella stessa sera, Hardy partecipò ad un Triple Threat match che comprendeva anche AJ Styles e Seth Rollins ma il match venne vinto dal primo dopo che Elias attaccò brutalmente Jeff con una chitarra. Il 25 ottobre, a Hell in a Cell, Jeff venne sconfitto da Elias per squalifica dopo averlo colpito con una chitarra. Nella puntata di Raw del 26 ottobre Hardy venne sconfitto da AJ Styles in un match di qualificazione per il Team Raw per Survivor Series. Nella puntata di Raw del 9 novembre Hardy affrontò sia Elias che Riddle in un Triple Threat match di qualificazione per il Team Raw per Survivor Series ma il match venne vinto da Riddle. Il 22 novembre, nel Kick-off di Survivor Series, Hardy partecipò ad una Battle Royal tra Raw e SmackDown ma venne eliminato da Chad Gable. Il 31 gennaio, alla Royal Rumble, Hardy partecipò all'omonimo incontro entrando col numero 5 ma venne eliminato da Dolph Ziggler. Il 21 febbraio, a Elimination Chamber, Hardy partecipò all'Elimination Chamber match per il WWE Championship che comprendeva anche il campione Drew McIntyre, AJ Styles, Kofi Kingston, Randy Orton e Sheamus ma venne eliminato da McIntyre. Nella puntata di Raw del 19 luglio Hardy (tornato con la sua vecchia theme song No More Words per la prima volta dal 2009) sconfisse il debuttante Karrion Kross, detentore dell'NXT Championship, in un match non titolato, diventando il primo wrestler a sconfiggerlo per schienamento in WWE, ma in seguito venne sconfitto in due occasioni dallo stesso Kross.
Il 13 settembre, a Raw, rispose alla sfida aperta lanciata da Damian Priest per lo United States Championship ma venne sconfitto. La settimana successiva, sconfisse Sheamus e fu inserito nel match titolato per il titolo degli Stati Uniti per Extreme Rules. Il 26 settembre, ad Extreme Rules, Hardy prese parte ad un Triple Threat match per il titolo degli Stati Uniti che comprendeva anche il campione Damian Priest e Sheamus ma il match venne vinto da Priest. Il 1º ottobre, per effetto del Draft, Hardy passò al roster di SmackDown. Nell'episodio del 12 novembre Hardy trionfò su Sami Zayn entrando nel Team SmackDown per Survivor Series.
Il 4 dicembre, nel corso di un house show, Hardy lasciò claudicante il ring nel corso del match, lasciò subito l'arena e fu mandato a casa e sostituito da Rey Mysterio per il resto del tour. Dopo alcune speculazioni, derivanti dal suo passato di dipendenza di alcool e droghe, il 9 dicembre, fu licenziato dopo aver rifiutato l'offerta della WWE (che si sarebbe fatta carico delle spese) di andare in riabilitazione.

### Secondo ritorno in TNA (2024–presente)
Tornò in TNA il 14 giugno 2024 al termine del match tra Moose e Matt Hardy, quando il primo attaccò il fratello e Jeff intervenne per salvarlo.
In seguito al ritorno di Jeff, i due tornarono a lottare in coppia e a Bound for Glory, gli Hardy sconfissero The System e ABC in un Three-way full metal mayhem match vinsero il TNA World Tag Team Championship per la terza volta.

## Vita privata

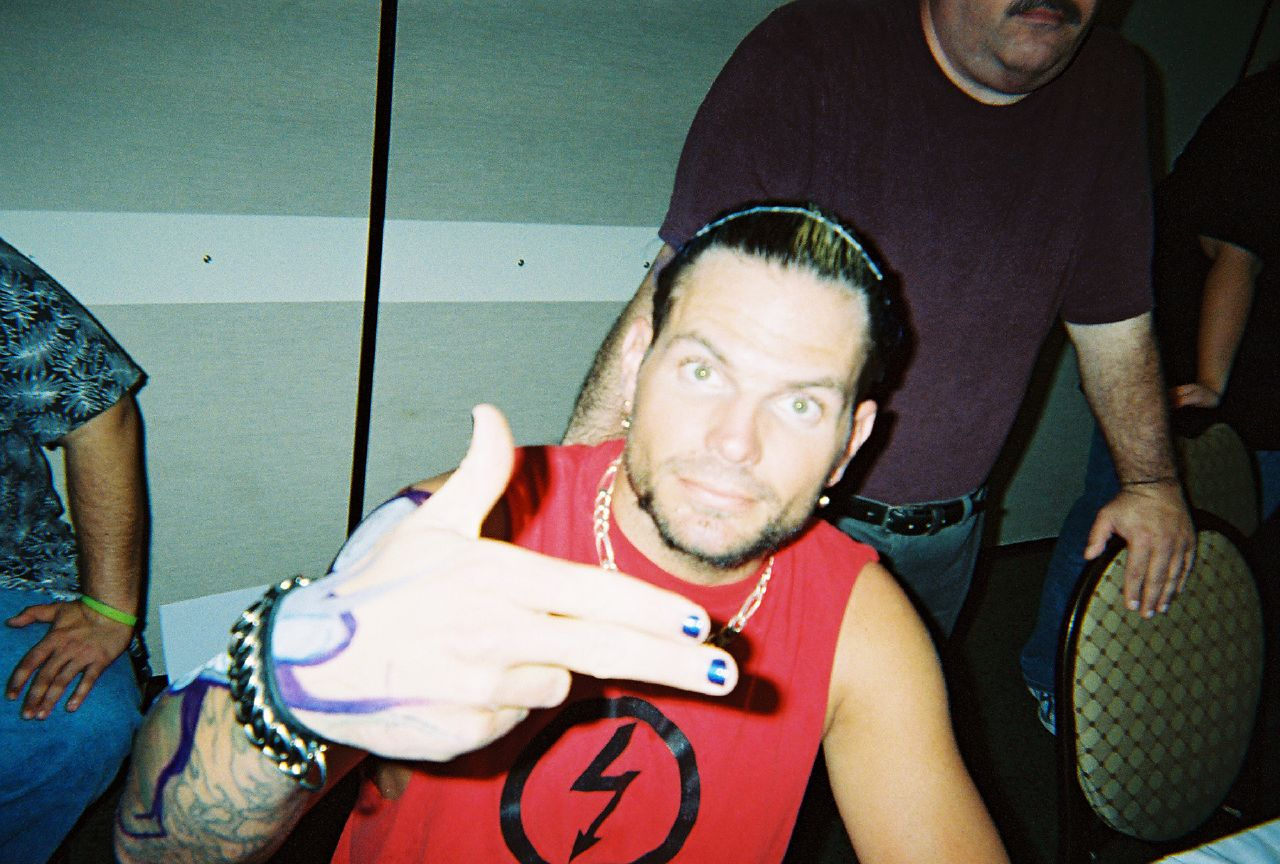
Jeff Hardy mentre firma autografi

Ha incontrato la sua fidanzata Beth Britt nel 1999 e si sono sposati il 9 marzo 2011. La coppia ha due figlie: Ruby Claire (2010) e Nera Quinn (2015).

## Personaggio

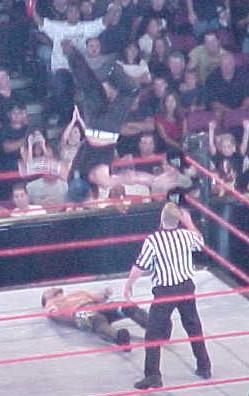
Jeff Hardy mentre esegue la Swanton Bomb su Chris Jericho

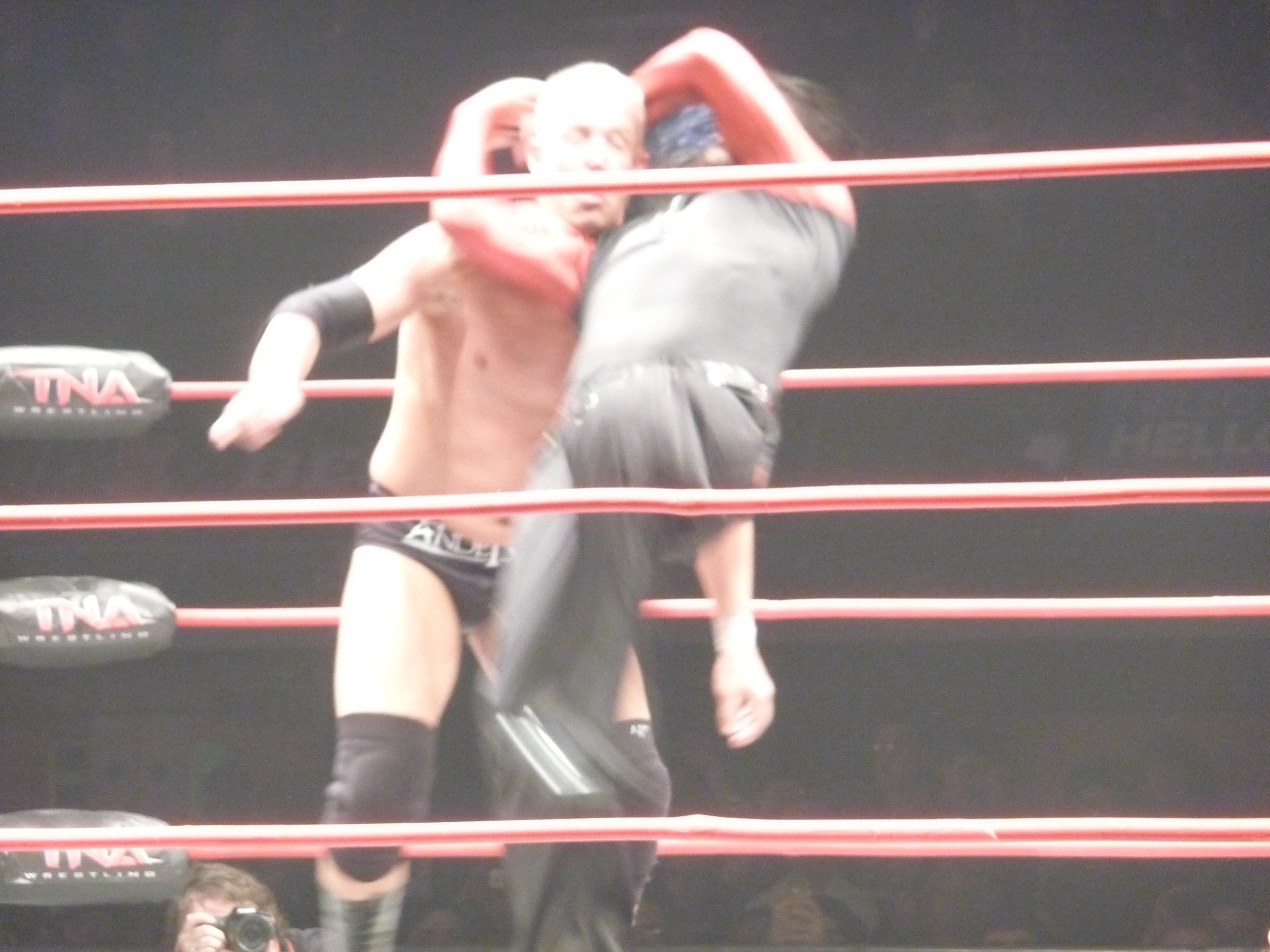
Jeff Hardy mentre esegue la Twist of Fate su Ken Anderson

### Mosse finali
- Swanton Bomb (High-angle senton bomb)
- Twist of Fate (Front facelock cutter) – 2005–presente
- Twist of Fury (Front facelock stunner) – 2020–presente

### Soprannomi
- "The Anti-Christ of Professional Wrestling"
- "The Artist"
- "The Charismatic Enigma"
- "The Daredevil"
- "The Nefarious Brother Nero"
- "The Rainbow-Haired Warrior"

## Titoli e riconoscimenti
- All Star Wrestling

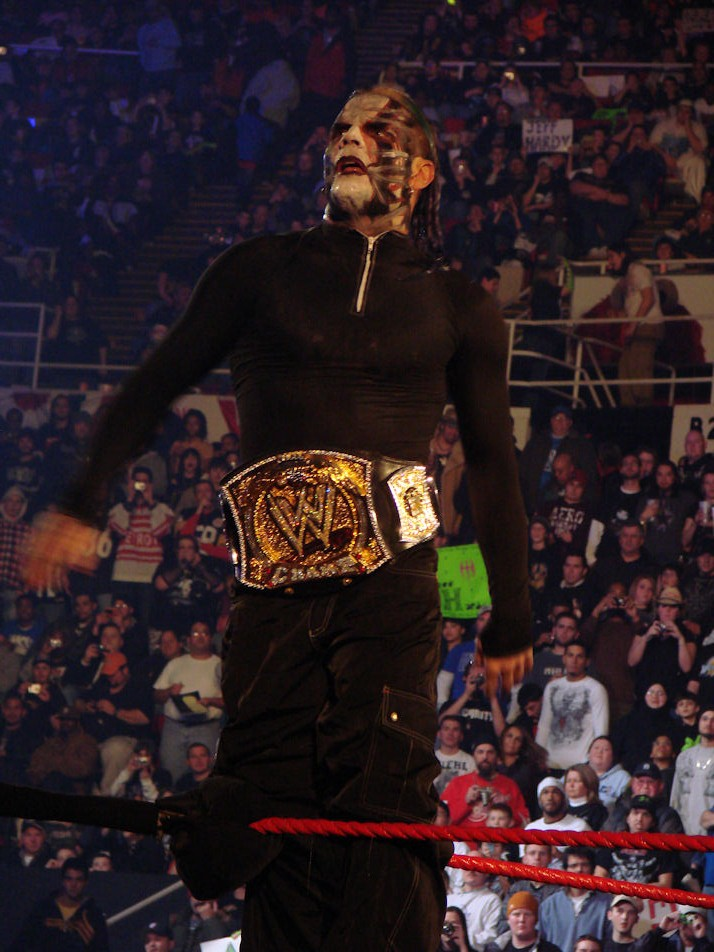
Jeff Hardy con il WWE Championship, titolo che ha detenuto una volta

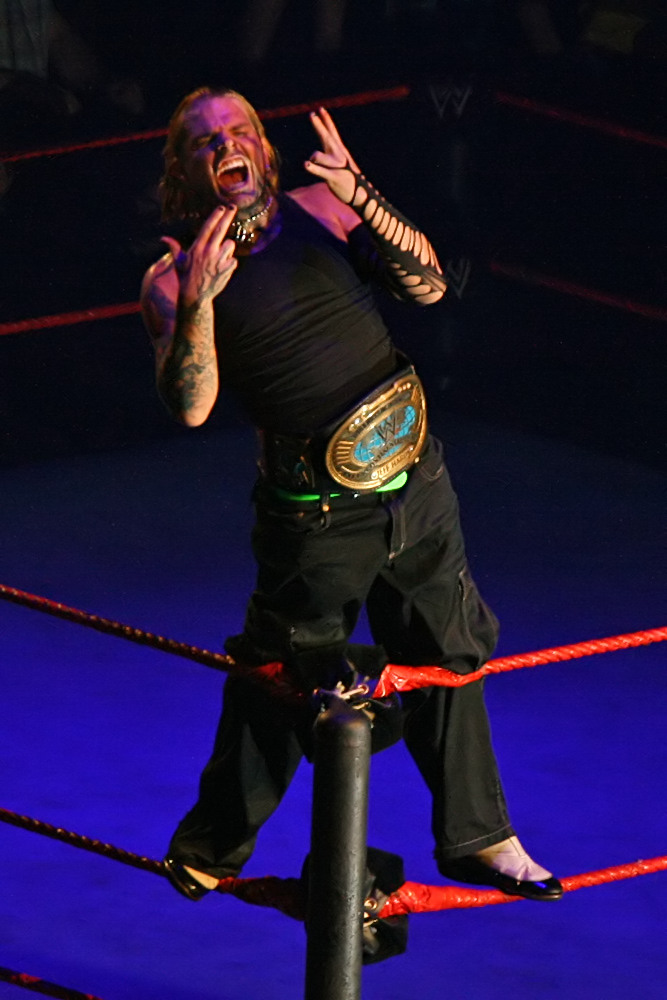
Jeff Hardy con l'Intercontinental Championship, titolo che ha detenuto cinque volte

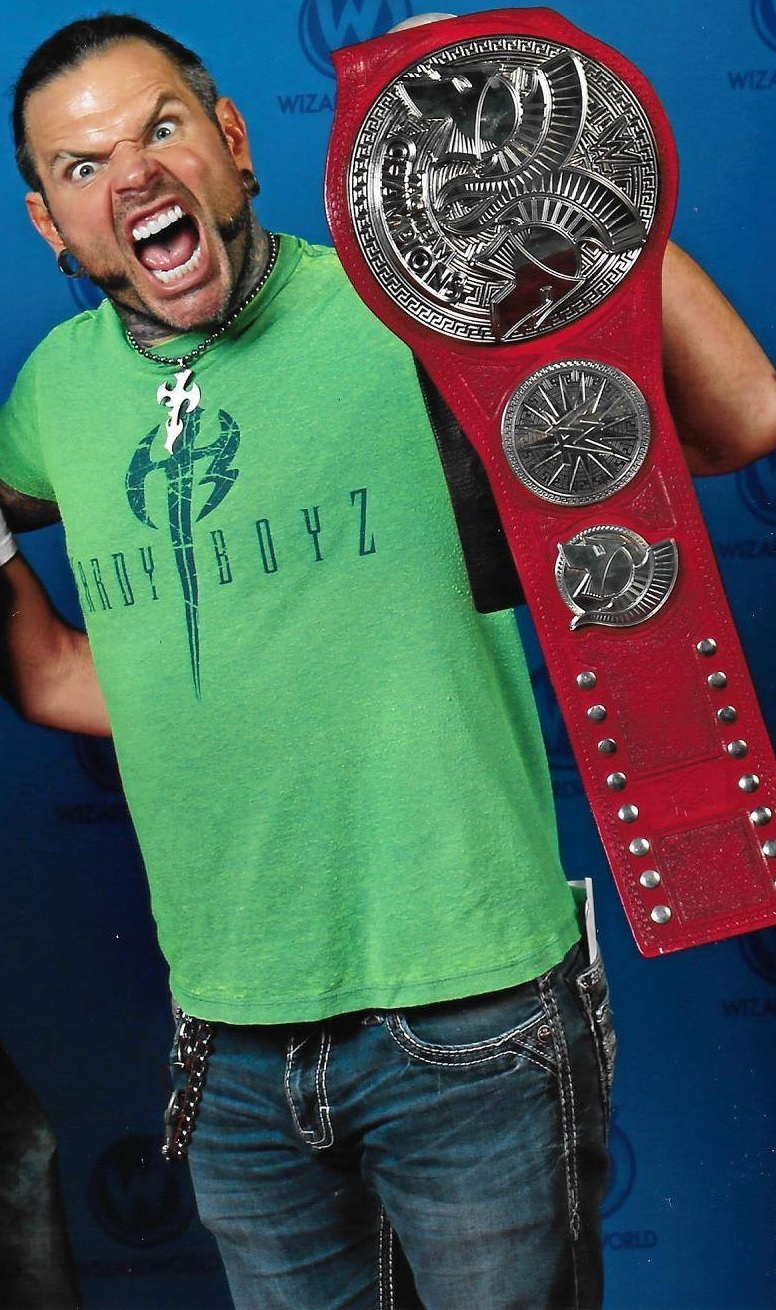
Jeff Jardy con il Raw Tag Team Championship, titolo che ha detenuto una volta (con Matt Hardy)

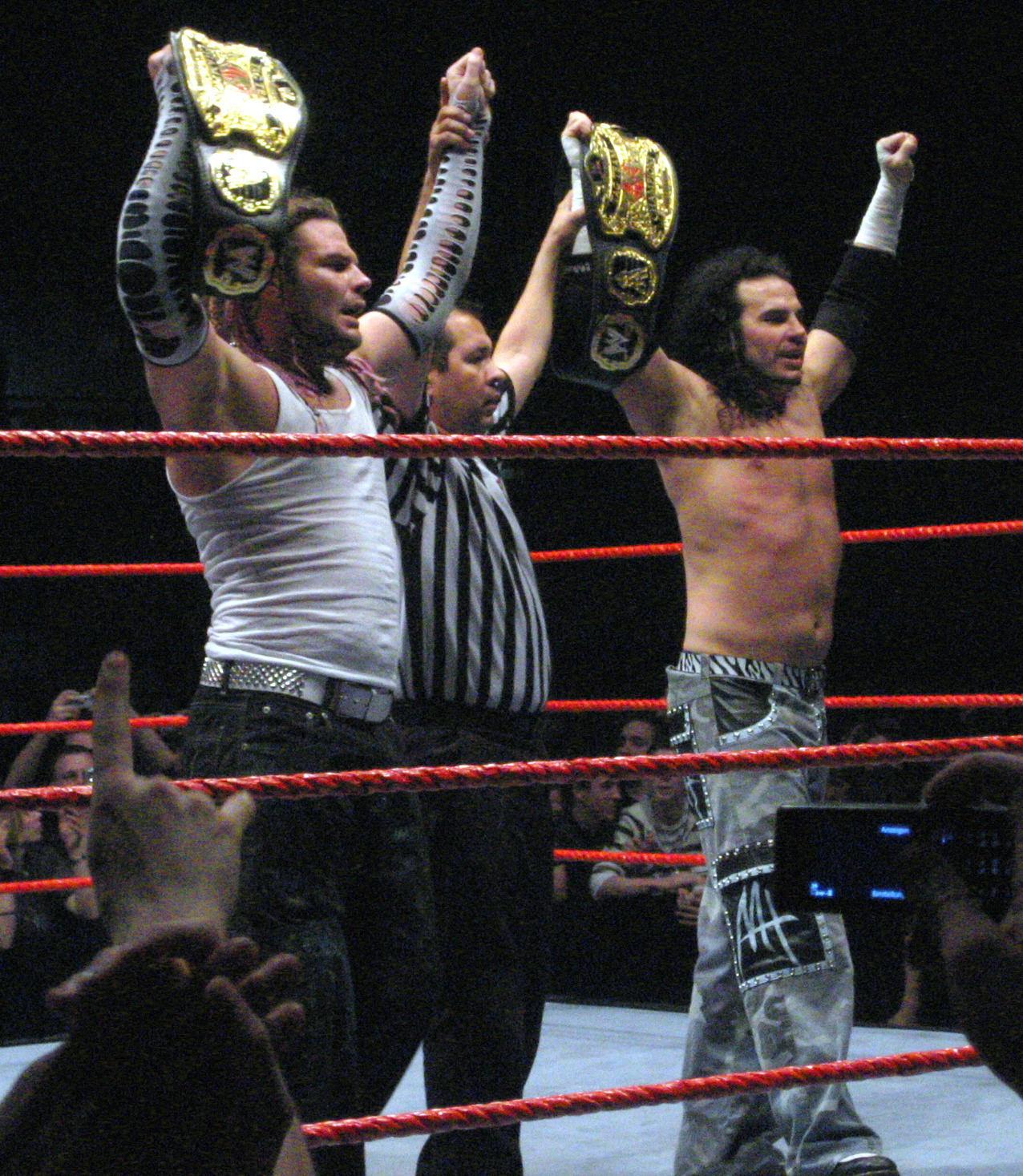
Jeff Hardy (a sinistra) con il World Tag Team Championship, titolo che ha detenuto sei volte con Matt Hardy (a destra)

  - ASW Tag Team Championship (1) – con Matt Hardy
- The Crash
  - The Crash Tag Team Championship (1) – con Matt Hardy
- House of Glory
  - HOG Tag Team Championship (1) – con Matt Hardy
- MCW Pro-Wrestling
  - MCW Tag Team Championship (1) – con Matt Hardy
- National Championship Wrestling
  - NCW Light Heavyweight Championship (4)
- New Dimension Wrestling
  - NDW Light Heavyweight Championship (1)
  - NDW Light Tag Team Championship (1) – con Matt Hardy
- New Frontier Wrestling Association
  - NFWA Heavyweight Championship (1)
- North East Wrestling
  - NEW Junior Heavyweight Championship (1)
- National Wrestling Alliance
  - NWA 2000 Tag Team Championship (1) – con Matt Hardy
- OMEGA
  - OMEGA Heavyweight Championship (1)
  - OMEGA New Frontiers Championship (1)
  - OMEGA Tag Team Championship (2) – con Matt Hardy
  - 1° OMEGA Triple Crown Champion
- Pro Wrestling Illustrated
  - Tag Team of the Year (2000) - con Matt Hardy
  - Match of the Year (2000) - vs. The Dudley Boyz ed Edge e Christian
  - Match of the Year (2001) - vs. The Dudley Boyz ed Edge e Christian
  - Comeback of the Year (2007, 2017)
  - Most Popular Wrestler of the Year (2008, 2009)
  - 7º tra i 500 migliori wrestler singoli nella PWI 500 (2013)
- Ring of Honor
  - ROH World Tag Team Championship (1) – con Matt Hardy
- Total Nonstop Action Wrestling
  - TNA World Heavyweight Championship (3)
  - TNA World Tag Team Championship (3) – con Matt Hardy
  - Bound For Glory Series (2012)
  - Race for the Case (2017 – Green Case)
  - TNA World Cup (2015) – con Crazzy Steve, Davey Richards, Gail Kim, Gunner e Rockstar Spud
  - TNA World Cup (2016) – con Eddie Edwards, Jade, Jessie Godderz e Robbie E
  - TNA Wrestler of the Year (2012)
- Universal Wrestling Association
  - UWA World Middleweight Championship (1)
- World Wrestling Federation/Entertainment
  - World Tag Team Championship (6)[191]– con Matt Hardy
  - WWE Intercontinental Championship (5)[192]
  - WWF Hardcore Championship (3)[193]
  - World Heavyweight Championship (2)
  - WWE Championship (1)
  - WWE European Championship (1)
  - WWE Raw Tag Team Championship (1) – con Matt Hardy
  - WWE SmackDown Tag Team Championship (1) – con Matt Hardy
  - WWE United States Championship (1)
  - WWF Light Heavyweight Championship (1)
  - WCW Tag Team Championship (1) – con Matt Hardy
  - Triple Crown Champion
  - Grand Slam Champion (vecchio formato)
  - Grand Slam Champion (nuovo formato)
  - Terri Invitational Tournament (1999) – con Matt Hardy
  - Slammy Award (2)
    - Extreme Moment of the Year (edizione 2008, edizione 2009)

  - Bumpy Award (1)
    - The ‘Hey That Wasn’t Very Nice’ Award (edizione 2020)
- Wrestling Observer Newsletter
  - Best Flying Wrestler (2000)
  - Most Disgusting Promotional Tactic (2008)
  - Feud of the Year (2009) - vs. CM Punk
  - Worst Worked Match of the Year (2011) - vs. Sting
- Wrestling Superstar
  - Wrestling Superstar Tag Team Championship (1) – con Matt Hardy

## Discografia
- Similar Creatures (2012)
- Plurality of Worlds (2013)
- Within the Cygnus Rift (2015)
- Spawn of Me (2016)
- Precession of the Equinoxes (2017)
- Individuals (2019)